# 大隈重信
大隈 重信（おおくま しげのぶ、1838年3月11日〈天保9年2月16日〉- 1922年〈大正11年〉1月10日）は、日本の政治家・教育者。位階勲等爵位は従一位大勲位侯爵。菅原姓。
参議、大蔵卿、内閣総理大臣（第8・17代）、外務大臣（第3・4・10・13・28代）、農商務大臣（第11代）内務大臣（第30・32代）、枢密顧問官、貴族院議員。報知新聞経営者（社主）。聖路加国際病院設立評議会会長。同志社大学社友。
通貨・円の制定、日本初の鉄道敷設、政党内閣制を基軸にした即時国会開設を主張するなど議会制推進。
早稲田大学を創設しまたのちに早稲田大学高等学院、早稲田実業学校などもでてきた。官学に匹敵する高等教育機関を育成するために力を注いだ。また、日本における女子高等教育の開拓者の1人であり、成瀬仁蔵と共に日本女子大学を創設。立教大学の発展にも携わった。

## 略歴
幕末佐賀藩の上士の家に生まれて志士として活躍し、明治維新期に外交などで手腕をふるったことで中央政府の首脳となり、参議兼大蔵卿を勤めるなど明治政府の最高首脳の一人にのぼり、明治初期の外交・財政・経済に大きな影響を及ぼした。明治十四年の政変で失脚後も立憲改進党や憲政党などの政党に関与しつつも、たびたび大臣の要職を勤めた。明治31年（1898年）には内閣総理大臣として内閣を組織したが短期間で崩壊し、その後は演説活動やマスメディアに意見を発表することで国民への影響力を保った。大正3年（1914年）には再び内閣総理大臣となり、第一次世界大戦への参戦、勝利し、対華21カ条要求などに関与した。また教育者としても活躍し、早稲田大学（1882年、東京専門学校として設立）の創設者であり、初代総長を勤めた。早稲田大学学内では「大隈老侯」と現在でも呼ばれる。

## 生涯

### 生い立ち

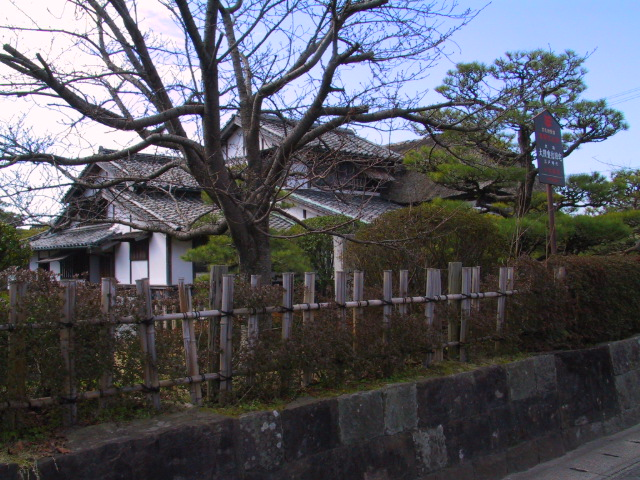
佐賀県佐賀市に現存する大隈の生家（国の史跡に指定）

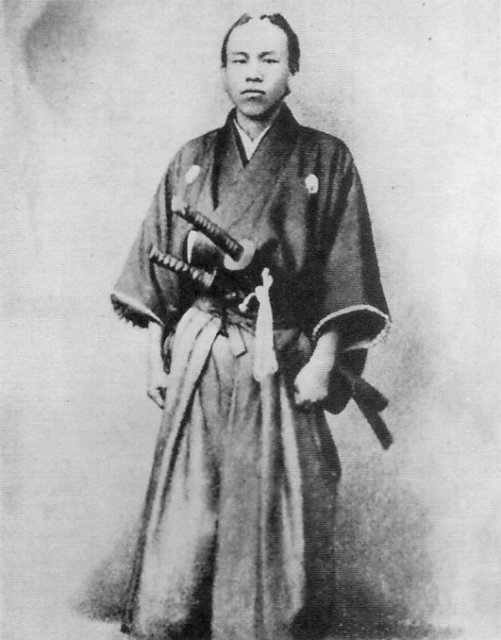
佐賀藩士時代の大隈

天保9年（1838年）2月16日、肥前国佐賀城下会所小路（現・佐賀市水ヶ江）に、佐賀藩士の大隈信保・三井子夫妻の4人姉弟の長男(姉2人と弟がいる)として生まれる。幼名は八太郎。大隈家は、知行400石（物成120石）を食み、石火矢頭人（砲術長） を務める上士の家柄であった。幕末の上士出身で明治後半まで活躍した元勲には井上馨、板垣退助、後藤象二郎ら総理大臣には就けなかった者が多いが、大隈は数少ない例外である。
重信は7歳で藩校弘道館に入校し、『朱子学』中心の儒教教育を受けるが、これに反発し、安政元年（1854年）に同志とともに藩校の改革を訴えた。安政2年（1855年）に、弘道館の南北騒動をきっかけに退学となった。このころ、枝吉神陽から国学を学び、枝吉が結成した尊皇派の「義祭同盟」に副島種臣、江藤新平らと参加した。のち文久元年（1861年）、鍋島直正にオランダの憲法について進講し、また、蘭学寮を合併した弘道館教授に着任したが、実際には講義は殆ど行わず、議論や藩からの命を受けて各地で交渉を行うなどの仕事をしている。
文久2年（1862年）より、副島種臣、前島密らと共に米国聖公会のアメリカ人宣教師チャニング・ウィリアムズ（立教大学創設者）の私塾で英学を学ぶ。ウィリアムズの私塾で儒学者の谷口藍田と知り合い、その後深く交遊していく。
大隈は、長州藩への協力および江戸幕府と長州の調停の斡旋を説いたが、藩政に影響するにはいたらなかった。慶応3年（1867年）、長崎の五島町にあった諌早藩士山本家屋敷を改造した佐賀藩校英学塾「蕃学稽古所」（翌年、致遠館と改称）の校長で、オランダ出身の宣教師グイド・フルベッキに英学を学んだ。このころにアメリカ独立宣言などを知り、大きく影響を受けた。致遠館では、舎長・督学の副島種臣と共に教頭格となって指導にあたった。また京都と長崎を往来し、尊王派として活動した。慶応3年（1867年）、副島とともに将軍・徳川慶喜に大政奉還を勧めることを計画し、脱藩して京都へ赴いたが、捕縛のうえ佐賀に送還され、1か月の謹慎処分を受けた。謹慎後、大隈は鍋島直正の前に召され、積極行動を呼びかけたが容れられなかった。

### 明治維新時の活躍

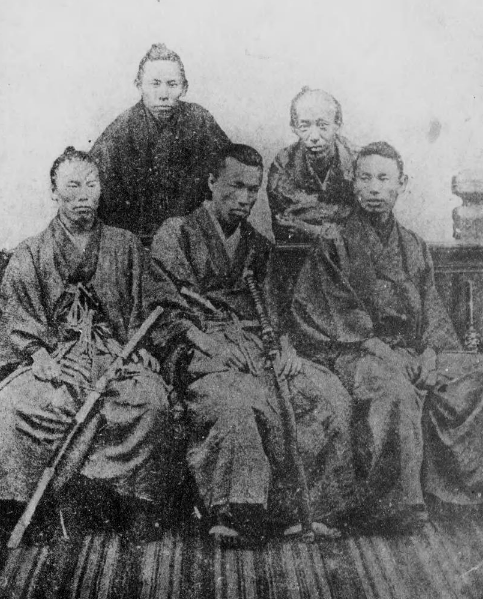
長崎時代の大隈重信（前列中央）。左端は伊藤博文、右端は井上馨。後列左より久世治作、中井弘。撮影・内田九一

慶応4年（1868年）、幕府役人が去った長崎の管理を行うために、藩命を受けて長崎に赴任した。長崎では有力藩士との代表とともに仮政府を構成していたが、2月14日には朝廷より長崎裁判所総督澤宣嘉と参謀井上馨が赴任、引き継ぎを行った。まもなく裁判所参謀助役として、外国人との訴訟の処理にあたった。3月17日、徴士参与職、外国事務局判事に任ぜられた。大隈の回想によれば、井上馨が「天下の名士」を長崎においておくのは良くないと木戸孝允に推薦したためであるという。当時隠れキリシタンの弾圧である浦上四番崩れについて、各国政府との交渉が行われており、大隈はイギリス公使パークスとの交渉で手腕を発揮し、この問題を一時的に解決させ、政府内で頭角を現すこととなった。この交渉の成功は、ウィリアムズとフルベッキから学んだ英学とキリスト教の知識の恩恵であった。また、交渉には谷口藍田が同行している。12月18日には前任の小松清廉の推挙により、外国官副知事に就任した。

### 新政府での活動

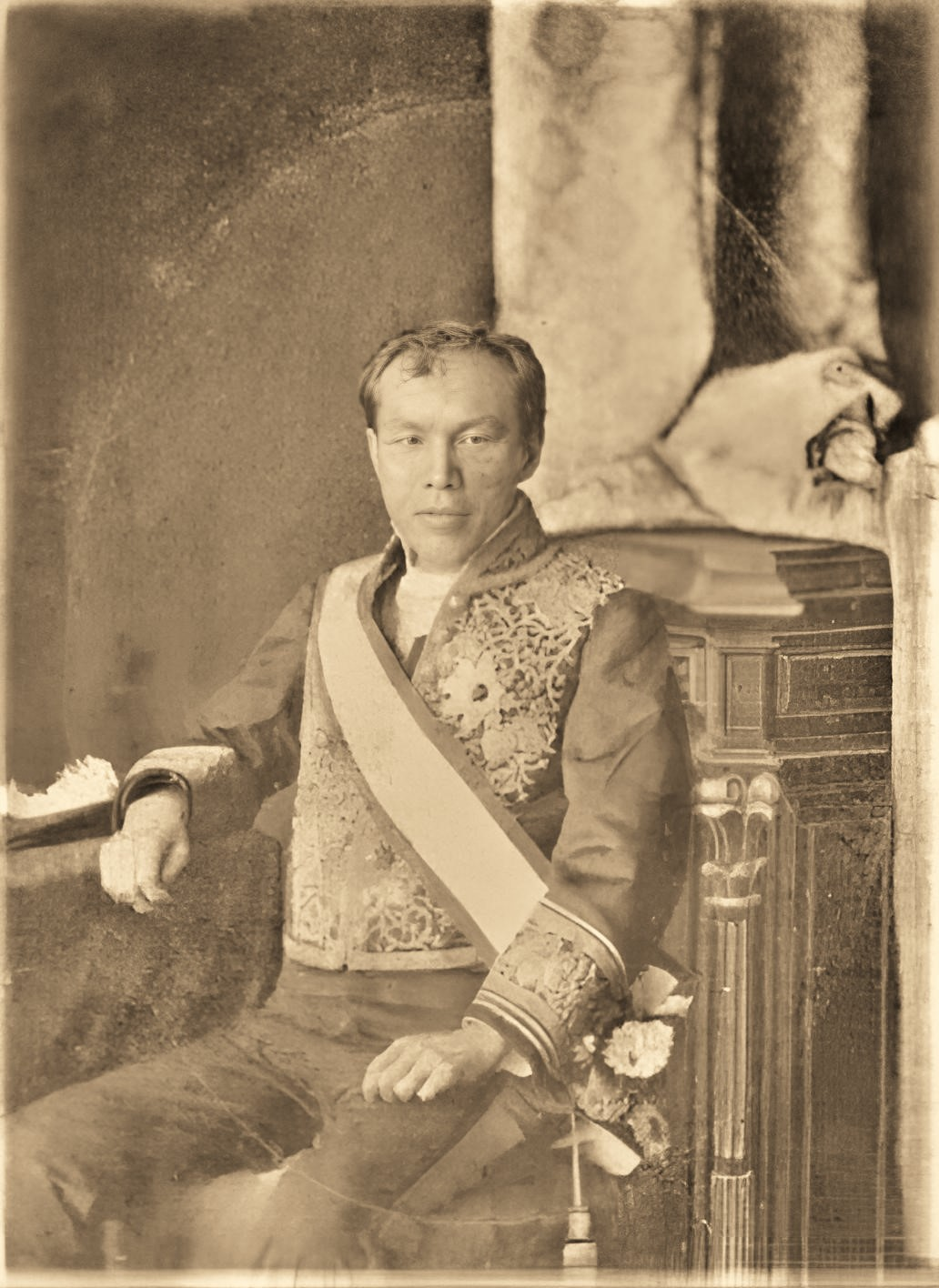
壮年期の大隈

明治2年（1869年）1月10日、再び参与に任じられ、1月12日からは会計官御用掛に任ぜられた。これは当時贋金問題が外交懸案の一つとなっていたためであり、大隈は財政や会計に知識はなかったが、パークスと対等に交渉できるものは大隈の他にはなかった。2月には旧旗本三枝七四郎の娘、三枝綾子と結婚した。美登との離婚は明治4年（1874年）に成立している。
3月30日には会計官副知事を兼務し、高輪談判の処理や新貨条例の制定、版籍奉還への実務にも携わった。4月17日には外国官副知事を免ぜられたが、それ以降もパークスとの交渉には大隈があたっている。7月8日の二官六省制度の設立以降は大蔵大輔となった。このころから木戸孝允に重用され、木戸派の事実上のナンバー2と見られるようになった。またこのころから「八太郎」ではなく「重信」の名が使用されるようになる。7月22日には民部大輔に転じ、8月11日の大蔵・民部両省の合併に基づき双方の大輔を兼ねた。このころ大隈邸には伊藤博文や井上馨、前島密や渋沢栄一といった若手官僚が集まり、寝起きするようになった。このため大隈邸は「築地梁山泊」と称された。強大な権限を持つ大蔵省の実力者として、地租改正などの改革にあたるとともに、殖産興業政策を推進した。官営の模範製糸場、富岡製糸場の設立、鉄道・電信の建設などに尽くした。しかしこれは急進的な改革を嫌う副島種臣や佐々木高行・広沢真臣といった保守派や、民力休養を考える大久保利通らの嫌うところとなった。

### 日本初の鉄道敷設計画
大隈や伊藤が鉄道計画を立てたのは1869年から1870年ごろのことと考えられる。井上馨や渋沢栄一に相談された大隈は「賛成せざりしにあらざれども、時の情勢に危ぶところあり」が「斥けかかる反動の気焔を挫かんには、かかる大事業を企成して天下の耳目を新たにするに如くはなし」と答えている。
明治2年11月5日（1869年12月7日）、右大臣三条実美の東京邸宅において岩倉具視、沢宣嘉、大隈重信、それに伊藤博文がパークスと非公式に会談しているが、大隈と伊藤が事前にパークスと協議した脚本どおりに議事は進行。「折から東北・九州は凶作に見舞われ、北陸・近畿は反対に豊作と聞く。鉄道があれば豊作地の米を凶作地に短時間で大量に輸送することが可能になり、以降の日本は凶作への不安から解放される」というパークスの主張に三条・岩倉ともに手を打って賛同し、明治2年11月10日（1869年12月12日）には鉄道敷設が正式に廟議決定された。その内容は「幹線として東西両京（東京⇔京都）を結び、支線として東京⇔横浜線ならびに琵琶湖⇔敦賀港線を敷設するが、その第一着手線としたのは、ときの政治拠点と外交拠点を直結するという意味以外に、爾後の鉄道拡張に必要な資材を外国から輸入する港湾の確保という意味もあったようである。12月には廟議で東京と関西を結ぶ幹線と、枝線として東京-横浜間の計画が決定し、手始めに東京-横浜間が建設されることとなった。
この際に決まった東京-関西のルートは中山道沿いを通るもので、山間部の開発に繋がることと、海に近い東海道では軍艦からの攻撃を受けやすいので避けたいという陸軍の意向も働いたという。ただ大隈は『大隈重信自叙伝』にて「その計画は、鉄道敷設の起点を東京とし、横浜より折れて東海道を過ぎり、京都・大阪を経て神戸に達するを幹線と為し、京都より分かれて敦賀に至る支線を敷き、この幹線と支線とを以て第一着手の敷設線路と為し、これより漸次してついに全国に及ぼさんと図りしなり」と述べている。結局、中山道ルートは山間部の開発があまりにも困難と判断されたようで、前述の1869年12月廟議の計画は東海道ルートを通るよう変更された。
資金は外債募集に頼ることとなった。そのため「我が神洲の土地を典じて外債を募集する」という陸軍・兵部大輔の前原一誠を筆頭として反対運動が発生し、鉄道を建てる試験のための電信線を傷つけ電線を切断するなどの行為があったようである。因みに兵部の西郷隆盛の反対があり、最初の京浜鉄道は陸路を使う事ができず海を埋め立てて通したとも言われれる。また枢密院議長だった黒田清隆も当初は大反対だったものの、1871年1月から5月にかけてアメリカ合衆国やヨーロッパ諸国を旅行して鉄道の重要性を体感し、賛成に転じたと大隈は述べている。
明治2年11月10日（1869年12月12日）に鉄道敷設の正式決定した2日後には大隈重信と伊藤博文はレイと仮契約を交わした。レイ借款が100万ポンドの借款で、30万ポンドは鉄道敷設に使い、残りは外債償却に使用するものであった。また大隈重信が外国では鉄道の軌間基準がどうなってるかレイに訪ね、それに対し日本のような川や山が多く平地が少ないところでは、南アフリカなどに敷設されている3フィート6インチ（1067mm：ケープゲージ）が適当だと勧められたため、これを導入している。ただしこれはレイが同じケープゲージを採用していたインドの中古資材を購入して、その利ざやを稼ぐための意図があっての回答であり、欧米の通常軌道より狭いものであった。このため大隈は後年、一生一代の不覚であったと悔やむこととなった。ただ1870年5月20日にイギリスから『タイムズ』が大隈らのもとに届き、そこに4月23日にレイがロンドンにおいて公債公募による詐欺を行っていたとする記事が掲載されていたため、レイ借款を即時解除するという騒動に発展した。
1871年7月半ば、横浜港にイギリスから届いた機関車と客車が陸揚げされた（基本的にこの京浜鉄道は外国からの中古品や流れものによって構成されていたようだ）。伊藤と岩倉は11月12日より岩倉使節団として欧州に出発し日本を不在にしたため、日本初の鉄道開業は留守を司る大隈のもとで行われることになった。1872年6月12日（明治治5年5月7日）に品川-横浜間で仮営業を開始し、同年10月14日（明治5年9月12日）に開業している。　

### 明治4年以降
明治4年6月25日、大久保主導の制度改革で参議と少輔以上が免官となり、新参議となった木戸と西郷隆盛によって新たな人事が行われることになった。大隈はこの日参議と大蔵大輔を免ぜられ、6月29日に大蔵大輔に再任された。しかし7月14日には参議に任ぜられ、大蔵大輔は免ぜられた。11月12日に岩倉使節団が出国すると、大隈は留守政府において三条・西郷らの信任を得て、勢力を拡大し、大蔵大輔となっていた井上馨と対立するようになる。1873年（明治6年）5月に井上が辞職すると、大蔵省事務総裁を兼ねて大蔵省の実権を手にした。5月26日には大蔵卿の大久保が帰国したが、その後も実権を握り続けた。
一方でウィーン万国博覧会の参加要請を日本政府が正式に受け、博覧会事務局を設置。大隈が総裁、佐野常民が副総裁を務め、明治になって政府が初めて参加した万国博覧会となり、近代博物館の源流となった。大隈は会場に出席するため渡欧しようとしたが、政府内の同意が得られず出国しなかった。
明治六年政変では、当初征韓論に反対の態度を示さなかったが、10月13日以降反征韓派としての活動を始めた。征韓派は失脚し、佐賀藩の先輩であった江藤新平・副島種臣と袂を分かった。政変後の10月25日には参議兼大蔵卿になった。また大久保利通と連名で財政についての意見書を太政官に提出している。

### 大久保政権下の活動
明治7年（1876年）1月26日には三条より、大久保とともに台湾問題の担当を命ぜられ、積極的に出兵方針を推し進めることになる。4月4日には台湾蕃地事務局長官となり、出兵のための船を閣議に図らず大蔵卿の職権で独断で確保した。大隈は出兵を命ぜられた西郷従道とともに長崎に向かったが、その間にイギリスとアメリカから抗議があったため、出兵を一時見合わせる方針となった。ところが西郷は独断で出兵を行い、政府も追認せざるを得なくなった。この間、大隈が西郷の出兵を止めようとしたという記録は残っていない。大隈は出兵後も駐兵を続けるべきと主張していたが、大久保らが早期撤兵の方針を取ると、それに従った。5月23日には左大臣となっていた島津久光が、大隈とその腹心である吉田清成の免職を要求した。大隈は病気を理由に辞表を提出したものの、台湾問題の最中に担当者である大隈を辞職させることもできず、久光の意見は却下された。
明治8年（1875年）1月4日には「収入支出ノ源流ヲ清マシ理財会計ノ根本ヲ立ツルノ議」という意見書を三条宛に提出し、条約改正の実現と、間接税の重視と内需の拡大、官営事業の払い下げなどを主張している。2月11日の大阪会議の開催については全く知らされておらず、大隈を嫌うようになっていた木戸の復帰は、大隈の権力基盤を脅かすこととなる。このころから大隈は体調を崩したとして出仕せず、三条・岩倉・大久保らは大隈の大蔵卿からの解任を検討しているものの、後任候補の伊藤が受けなかったことや、大隈以上の財政家がいないことを理由に大隈を慰留して続投させた。しかし復帰した木戸と板垣退助も大隈の辞任を要求し、大久保が大隈を庇護する形となった。久光と板垣が10月29日に辞職し、木戸も病気が悪化したことで大隈への攻撃は消滅することとなる。

### 伊藤政権下の大隈
明治11年（1878年）5月14日に大久保が紀尾井坂の変によって暗殺されると、政府の主導権は伊藤に移った。大隈は大久保暗殺を聞いた後、伊藤に「君が大いに尽力せよ、僕はすぐれた君に従って事を成し遂げるため、一緒に死ぬまで尽力しよう」と述べている。
大隈は、会計検査院創設のための建議を行っており、会計検査院は明治13年（1880年）3月に設立された。明治14年（1881年）には、正確な統計の必要性を感じ統計院の設立を建議・設立し、自ら初代院長となった。
1879年6月27日、大蔵卿大隈は、地租再検延期・儲蓄備荒法の設定・紙幣消却の増額・外国関係の度支節減・国債紙幣償還法の改正の「財政四件ヲ挙行センコトヲ請フノ議」を建議する。
明治13年（1880年）2月28日、参議の各省卿兼任が解かれ、大隈も会計担当参議となった。大隈は佐賀の後輩である佐野常民を大蔵卿とし、財政に対する影響力を保とうとしたが、大隈が提案した外債募集案に佐野も反対したことで、大隈による財政掌握は終焉を迎えた。またこのころから伊藤・井上らから冷眼視されるようになり、井上は駐露公使に大隈を据えるなどの左遷案を提案している。

### 明治十四年政変
そのころ自由民権運動の盛り上がりにより、各参議も立憲政体についての意見書を提出する動きがあったが、大隈はこれになかなか応じなかった。明治14年（1881年）1月には伊藤・井上・黒田清隆とともに熱海の温泉宿で立憲政体について語り合ったが結論は出なかった。3月、大隈は意見書を提出するが、それは2年後に国会を開き、イギリス流の政党内閣とするという急進的なものであり、しかも伊藤ら他の内閣閣員には内密にしてほしいという条件が付けられていた。7月にこの意見書の内容を知った伊藤は驚愕し、大隈は「実現できるような見込みのものではない」と弁明したが、伊藤は抗議のため出勤しなくなり、大隈は7月4日に謝罪することとなる。
7月26日、自由民権派の『東京横浜毎日新聞』が北海道開拓使による五代友厚への格安での払い下げを報道し、世論が沸騰した。参議の間ではこの件をリークしたのが大隈であるという観測が広がり、孤立を深めることとなった。大隈が自らを排除する動きが進んでいたのを知ったのは10月3日のことであり、10月11日には払い下げの中止と、明治23年（1890年）の国会開設、そして大隈の罷免が奏上され、裁可された。これは同日中に伊藤と西郷従道によって伝えられ、大隈も受諾した。10月12日に大隈の辞任が公表されると、小野梓ら大隈系の官僚や農商務卿河野敏鎌、駅逓総監前島密らは辞職した。また大隈派官僚とつながりがあるものも罷免された。

### 立憲改進党の設立

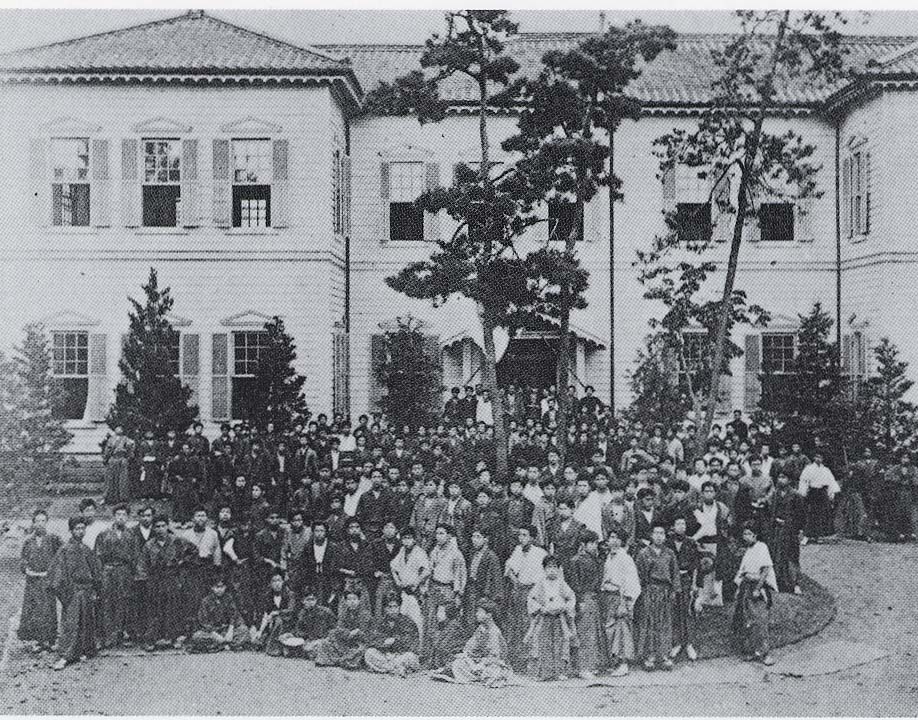
東京専門学校（1884年5月）

野に下った大隈は、辞職した河野、小野梓、尾崎行雄、犬養毅、矢野文雄らと協力し、10年後の国会開設に備え、明治15年（1882年）4月には立憲改進党を結成、その党首となった。また10月21日には、小野梓や高田早苗らと「学問の独立」「学問の活用」「模範国民の造就」を謳って東京専門学校（現・早稲田大学）を、北門義塾があった東京郊外（当時）の早稲田に開設した。明治20年（1887年）、伯爵に叙され、12月には正三位にのぼっている。

### 外務大臣

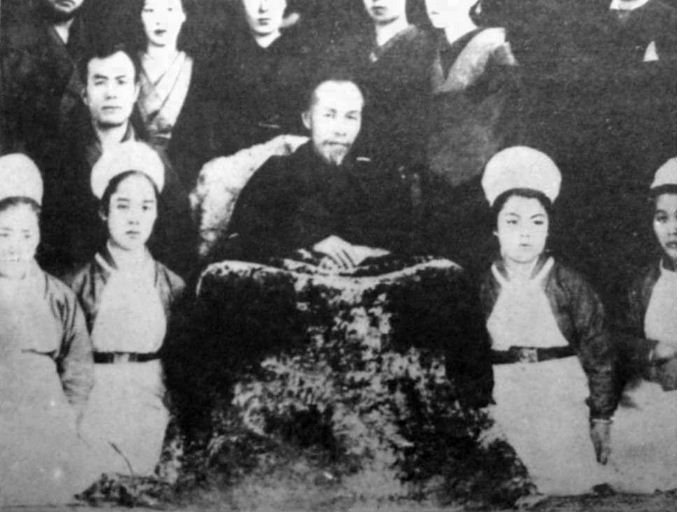
遭難事件により右脚切断の重傷を負った大隈（病院にて。両側の4人は看護婦）

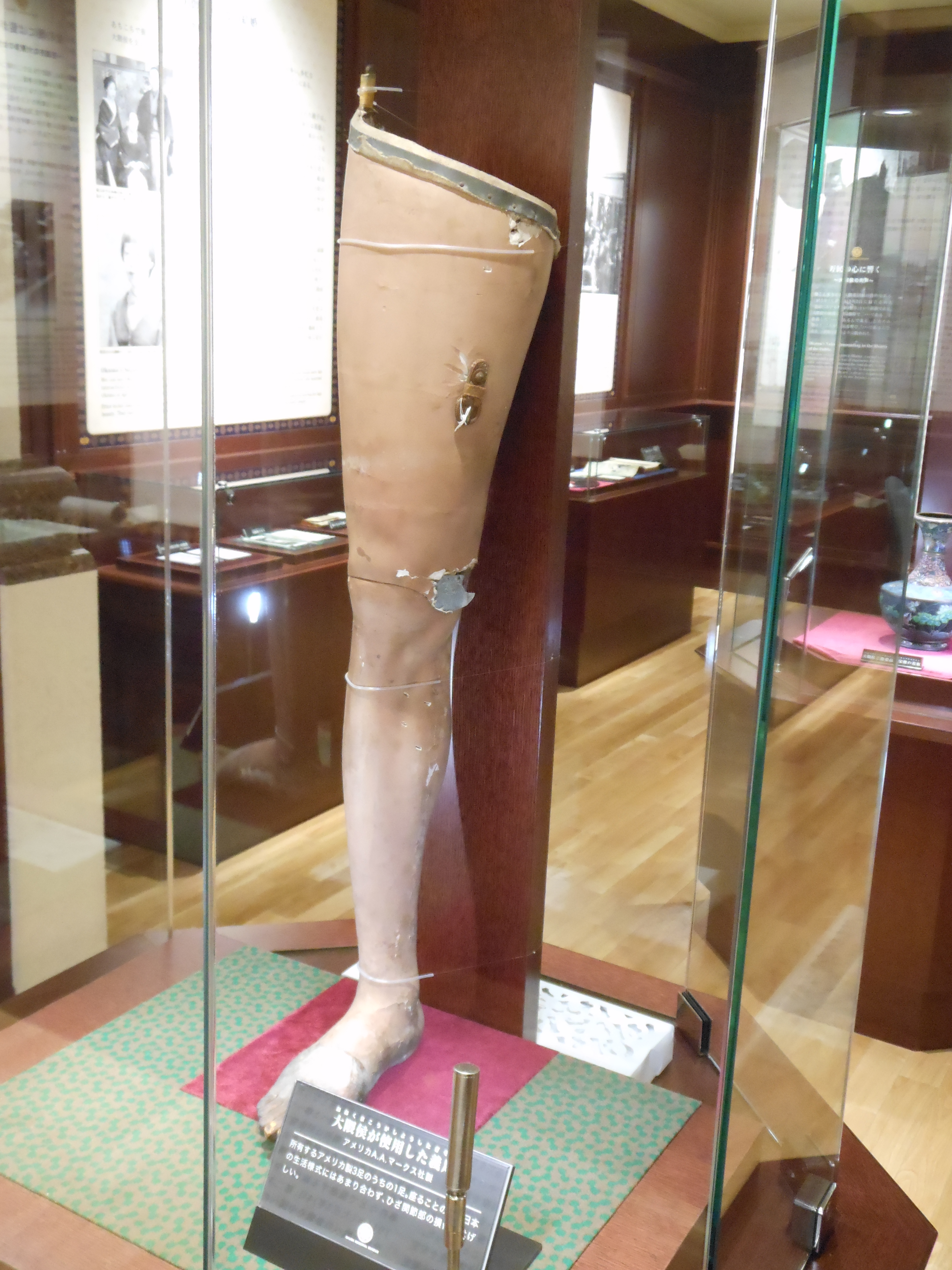
遭難事件で右脚を失った大隈が使用した義足（佐賀市・大隈記念館）

明治20年（1887年）8月、条約改正交渉で行き詰まった井上馨外務大臣は辞意を示し、後任として大隈を推薦した。伊藤は大隈と接触し、外務大臣に復帰するかどうか交渉したが、大隈が外務省員を大隈の要望に沿うよう要求したため、交渉はなかなか進まなかった。明治21年（1888年）2月より大隈は外務大臣に就任した。このとき、外相秘書官に抜擢したのが加藤高明である。 また河野、佐野を枢密顧問官として復帰させ、前島密を逓信次官、北畠治房を東京控訴院検事長に就任させている。同年、黒田清隆が組閣すると大隈は留任するが、外国人判事を導入するという条約案が「官吏は日本国籍保持者に限る」とした大日本帝国憲法に違反するという指摘が陸奥宗光駐米公使より行われた。大隈は裁判所構成法の附則から違憲ではないと主張するが、井上毅法制局長官からも同様の指摘が行われた。山田顕義法務大臣は外国人裁判官に日本国籍を取らせる帰化法を提案し、伊藤枢密院議長、井上馨農商務大臣もこれに同意して条約改正交渉の施行を遅らせるよう求めた。大隈は帰化法の採用には応じたものの、条約改正交渉の継続を主張した。大隈を支持するのは黒田首相と榎本武揚文部大臣のみであり、また世論も大隈の条約改正に批判の声を上げた。
明治22年（1889年）10月18日には国家主義組織玄洋社の一員である来島恒喜に爆弾による襲撃（大隈重信遭難事件）を受け、一命はとりとめたものの、右脚を大腿下三分の一で切断することとなった。（大隈の右足の義足は佐賀県佐賀市大隈記念館に保存されている）大隈の治療は、池田謙斎を主治医とし、手術は佐藤進・高木兼寛・橋本綱常・エルヴィン・フォン・ベルツの執刀で行われた。翌10月19日、東京に在留していた薩長出身の閣僚すべてが条約改正延期を合意し、黒田首相も条約改正延期を上奏、10月23日に大隈以外の閣僚と黒田の辞表を取りまとめて提出した。大隈は病状が回復した12月14日付で辞表を提出し、12月24日に裁可、大臣の前官礼遇を受けるとともに同日に枢密顧問官に任ぜられた。
その後大きな活動は見せなかったが、裏面で改進党系運動に関与しており、明治24年（1891年）11月12日には政党に関わったとして枢密顧問官を辞職することとなっている。12月28日には立憲改進党に再入党し、代議総会の会長という事実上の党首職についた。これ以降大隈は新聞紙上に意見を発表したり、実業家らの前で演説をすることも増えていく。明治26年（1893年）3月25日には進歩党系新聞の『郵便報知新聞』紙上で「大隈伯昔日譚」の連載が開始されている。
明治29年（1896年）3月1日には立憲改進党は対外硬派の諸政党と合同し、旧進歩党を結成した。大隈は新党において中心的存在とされたものの進歩党には党首職はなく、8か月たってから設置された5人の総務委員のうち大隈派と呼べるのは尾崎行雄と犬養毅にとどまり、内訌を抱えたままの存在であった。4月22日から5月17日には、長崎赴任以来28年間帰省していなかった佐賀に戻り、大規模な演説会などを催している。

### 松隈内閣

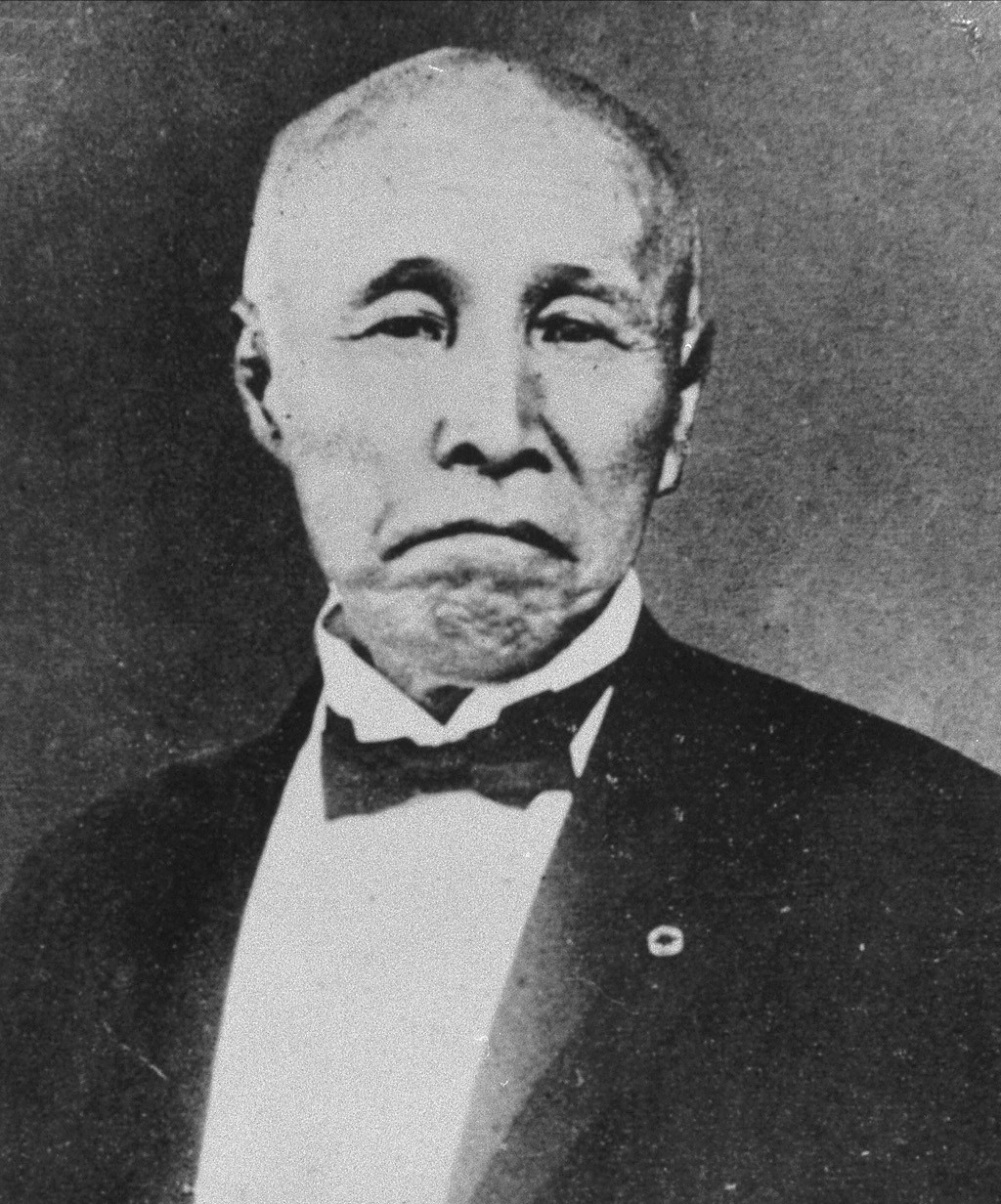
ブラックタイを着用した大隈

6月、伊藤博文首相は大隈と松方を入閣させて、実業家層の支持を得るとともに、内務大臣となっていた板垣の自由党勢力を抑えることを考慮するようになった。板垣は反対したが、松方は入閣に際し大隈の入閣を条件とした。8月31日に伊藤は辞任し、元老会議では山縣が推薦されたが病気を理由に辞退した。元老会議は松方を推薦し、9月18日、第2次松方内閣（「松隈内閣」と呼ばれる）が発足した。9月22日、松方との協議で大隈は外相に就任したが、尾崎行雄の回想によれば、一時大隈が怒って入閣が流れそうになったこともあったという。進歩党員からの入閣はなかったが、内閣書記官長として進歩党の高橋健三が、また内閣法制局長官に進歩党に近い神鞭知常が就任している。
10月25日、小雑誌『二十六世紀』に伊藤と土方久元宮内大臣を批判する記事が掲載された。『二十六世紀』には高橋内閣書記官長が関与している雑誌であり、閣議ではこの雑誌の発行禁止措置を巡って議論が起きた。大隈は発禁に反対したが、閣議の大勢は発禁を主張する声が高く、結局『二十六世紀』は発禁となった。
明治30年（1897年）3月29日には足尾銅山鉱毒事件で批判を受けていた榎本武揚農商務大臣が辞職し、大隈は農商務相を兼ねることとなった。大隈は次官に大石正巳を就任させるなど進歩党員を農商務省に送り込み、また古河鉱業に対して鉱害対策の徹底を求める一方で、操業は継続させた。10月、松方首相が地租の増徴を図る方針をとると、大隈と進歩党はこれに反対し、10月31日に大隈は辞表を提出した。松方内閣は12月25日に倒れ、後継首相は伊藤博文となった。伊藤は大隈に農商務大臣、板垣に司法大臣の地位を提示して入閣を求めたが、進歩党は大隈を内務大臣とし、更に重要大臣のポストを三つ要求するなど強気の対応を行った。板垣の入閣も行われず、第3次伊藤内閣は政党の支援を得られない形となった。

### 隈板内閣

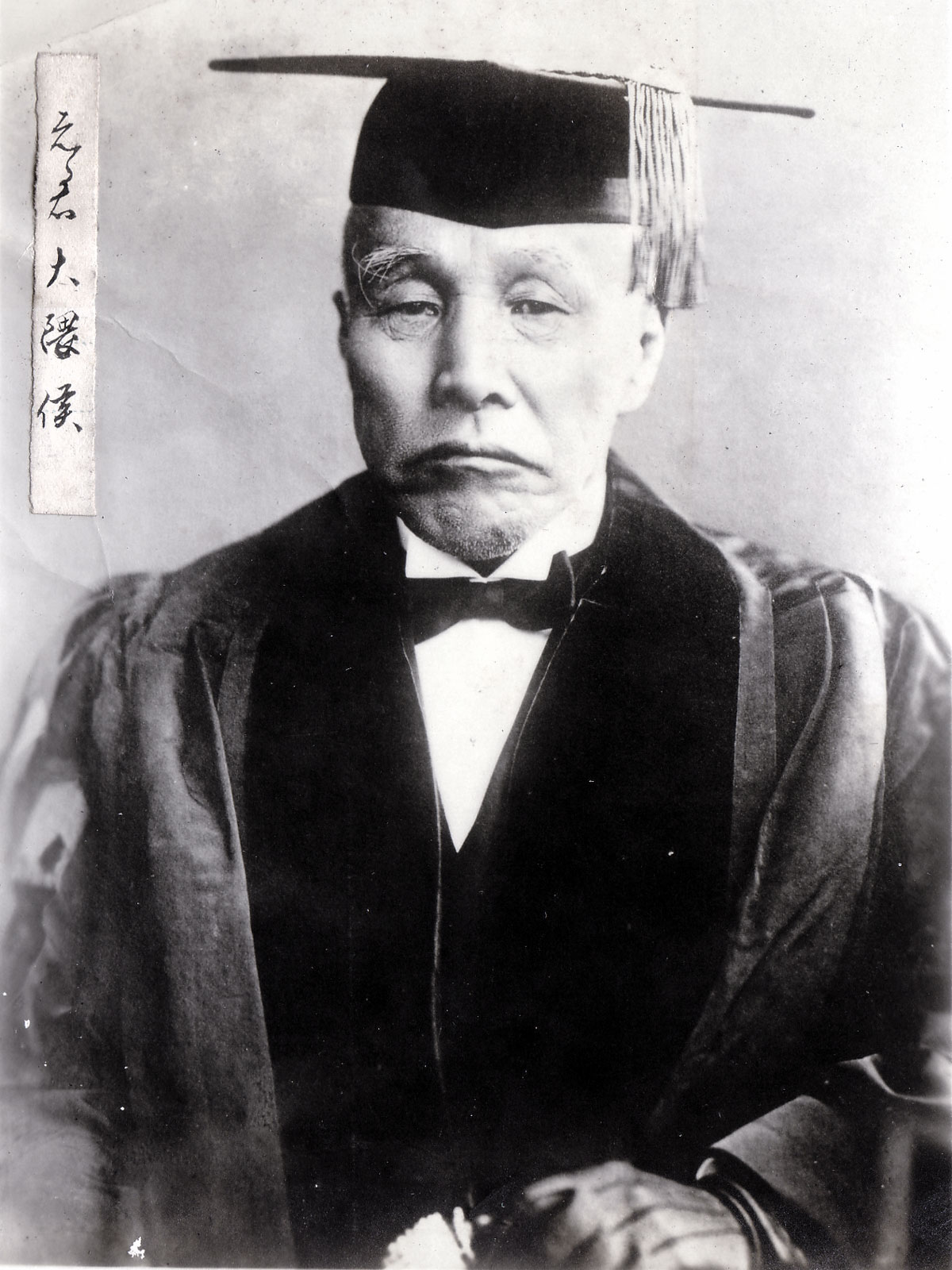
アカデミックドレスを着用した大隈

明治31年（1898年）3月の第5回衆議院議員総選挙で進歩党は第一党となったが、過半数を抑えることはできなかった。6月22日、進歩党は板垣退助の率いる自由党と合同して憲政党を結成した。6月24日、伊藤首相は大隈と板垣に政権を委ねるよう上奏するが、明治天皇は伊藤内閣が存続し、大隈と板垣が入閣するものと勘違いして裁可を行った。明治天皇は勘違いに気がついたが、6月27日に大隈と板垣二人に対して組閣の大命が降下した。板垣が内務大臣の地位を望んだため、大隈が内閣総理大臣兼外相となり、6月30日に大隈内閣が発足した。佐賀県出身の総理大臣は大隈が初めてで、現在まで他に例がない。陸海軍大臣を除く大臣はすべて憲政党員であり、進歩党系からは大隈の他に松田正久大蔵大臣、大東義徹司法大臣、尾崎行雄文部大臣、大石正巳農商務大臣が入閣し、旧自由党系からは板垣を含む3人の大臣が入閣する、日本初の政党内閣であった。大隈と板垣が主導する体制であったため、「隈板内閣」と呼ばれる。しかし、明治天皇も過去の経緯から大隈に対して不信感を持っていたほか、外務大臣職をはじめとするポストの配分を巡って旧自由党と旧進歩党の間に対立が生じているなど前途は多難であった。特に旧自由党の星亨は駐米公使を辞任して帰国し、野合に過ぎない憲政党内閣では本格的な政党内閣とならないとみており、倒閣にむけて動き出すことになる。
このような不安定な情勢であったため、内閣は成果をほとんど挙げられなかった。
星は文相・尾崎行雄の共和演説事件を執拗に攻撃し、板垣内相も明治天皇に上奏して尾崎の罷免を求めた。10月22日、大隈と尾崎に不信感を持っていた天皇は、辞任の是非を問うこともなく大隈に勅使を派遣し、尾崎に辞表を提出させるよう命じた。後任の文部大臣を巡っては進歩党系と自由党系の協議がまとまらず、大隈は首相の職権を使って犬養毅を後継に選んだ。自由党系は大隈に反発し、星を中心として自由党系の三閣僚を辞任させることで倒閣に追い込む工作を開始した。10月29日、自由党系は一方的に憲政党の解党を宣言、新たな憲政党を結成し、進歩党系の三閣僚は辞表を提出した。大隈は進歩党系で閣僚を補充しようとしたが、天皇は大隈と板垣に対して大命を下していたことからこれを認めなかった。すでに各新聞からも内閣は見放されており、10月31日に大隈らは辞表を提出した。

### 憲政本党総理
11月3日、旧進歩党は憲政本党を結成した。大隈は党の中心的人物であったが、内紛のため党首を置くことはできなかった。明治32年（1899年）8月、伊藤は旧自由党派とともに立憲政友会を結成した。このとき、大隈の側近であった尾崎行雄は脱党し、政友会に参加している。明治33年（1900年）12月18日、大隈は憲政本党の党首である総理に就任した。しかし憲政本党は政友会に押されて振るわず、翌年3月までに33名の議員が離脱した。また桂園時代には裏面で桂太郎首相と連携しようと動いたが、与党にもなりきれなかった。
明治35年（1902年）には伊藤と大隈が会談し、憲政本党と立憲政友会の合同、大隈の蔵相就任も噂されたが幻に終わった。
議員の中からは党体制の改革を求める声が高まった。明治39年（1906年）3月には東北地方選出の議員が執行部の公選制を要求し、裏面で大隈の引退ないし元老化を求める動きが活発となった。この動きには大隈の側近であった大石正巳も加わっていた。11月には大隈側近の犬養毅が院内総務に選出されず、大石のみが選ばれ、改革派の伸長が示された。改革派は児玉源太郎、清浦奎吾、大浦兼武ら外部から党首を迎え、桂太郎首相に接近しようとする動きも見せていた。このため大隈は明治40年（1907年）1月20日の党大会で、憲政本党の総理を辞任することを発表した。ただし完全に憲政本党との関係を絶ったわけではなく、明治42年（1906年）には大石派と犬養派の仲裁を求められている。

### 在野活動

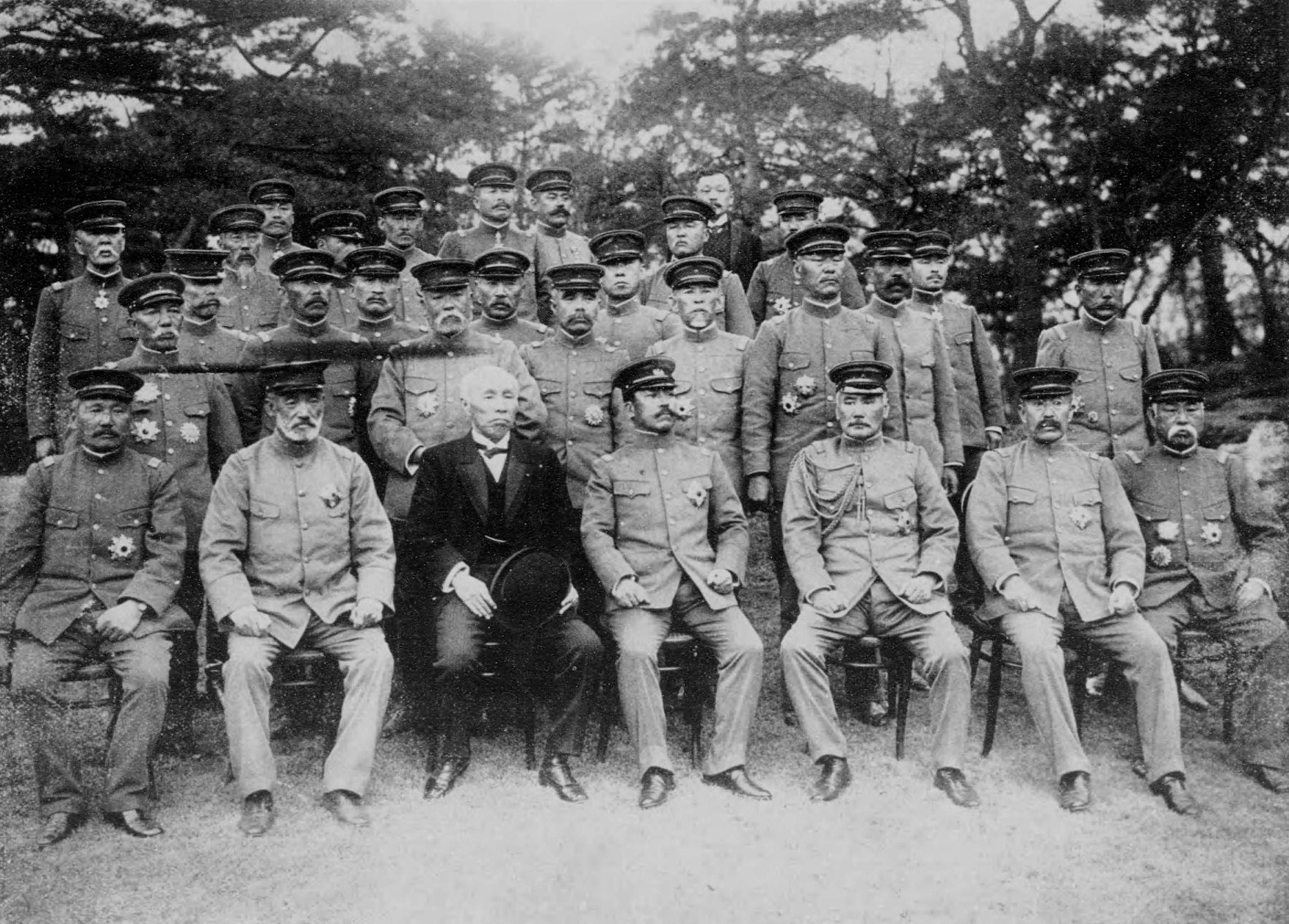
明治45年（1912年）5月、早稲田の大隈邸で会合した陸軍の各師団長。最前列の中央が閑院宮載仁親王、その左が大隈重信。大隈の左は乃木希典

憲政本党総理を辞して後の大隈は、早稲田大学総長への就任、大日本文明協会会長としてのヨーロッパ文献の日本語翻訳事業、南極探検隊後援会長への就任など、精力的に文化事業を展開した。
明治41年（1908年）、米国バプテスト教会の宣教師であったＨ・Ｂ・ベニンホフ博士に依頼し、キリスト教主義の学生寮「友愛学舎」（現在の早稲田奉仕園）を開く。
同年11月22日、戸塚球場で開催された米大リーグ選抜チーム：リーチ・オール・アメリカンチーム 対 早稲田大学野球部の国際親善試合における大隈重信の始球式は日本野球史上、記録に残っている最古の始球式とされている。大隈重信の投球はストライクゾーンから大きく逸れてしまったが、早稲田大学の創設者にして総長であり、かつ内閣総理大臣を務めた大政治家である大隈の投球をボール球にしては失礼になってしまうと考え、早稲田大学の1番打者で当時の主将だった山脇正治がわざと空振りをしてストライクにした。これ以降、1番打者は投手役に敬意を表すために、始球式の投球をボール球でも絶好球でも空振りをすることが慣例となった。
このころ大隈自身が製作に関わった、明治45年（1912年）6月公開の記録映画『日本南極探検』には、探検隊を自邸に招いた際に撮影されたと見られる、カメラに向かって帽子を取って挨拶する大隈の姿が映像として記録されている。
また新聞などで政治評論を行うことも継続した。明治43年（1910年）2月には憲政本党議員に招待され、事実上の党復帰を果たした。この年以降、大隈は大規模な遊説旅行を行い、政治活動再開への動きを見せていた。明治45年（1912年）、橋本徹馬、加藤勘十の結成した立憲青年党の発会式に大隈は、松村介石、山田三七郎と共に招かれる。

### 第二次大隈内閣
大正3年（1914年）にはシーメンス事件で山本権兵衛首相が辞職すると、大隈が首相候補として大きくクローズアップされることとなる。元老山縣有朋が最初に推した徳川家達が辞退すると、元老井上馨の秘書望月小太郎は大隈と接触し、立憲同志会の加藤高明を協力させたうえで、大隈に組閣する気がないかと打診した。大隈は井上の意見と全く同意見であると答えている。山縣が次いで推薦した清浦奎吾が辞退に追い込まれた後（鰻香内閣）、元老会議は大隈しかいないという空気になった。4月10日の元老会議で山縣は大隈を推薦し、井上、大山巌、松方正義も同意した。この日、井上から組閣の打診を受けた大隈は、加藤高明を首相としてはどうかと返答したが断られ、結局自らが首相となることを承諾している。
4月16日、76歳で2度目の内閣を組織した。再び首相に就任するまでの16年というブランクは歴代最長記録である。大隈は首相と内務大臣を兼ねた。与党は立憲同志会、中正会であった。同志会からは加藤高明が外務大臣、若槻礼次郎が大蔵大臣、大浦兼武が農商務大臣、武富時敏が逓信大臣として入閣し、中正会からはかつての側近尾崎行雄が司法大臣として入閣した。立憲国民党はかつての側近であった犬養毅が党首を務めていたが、党を分裂させた加藤を嫌っており、参加しなかった。海軍大臣には非薩摩閥の八代六郎、陸軍大臣は山縣系の岡市之助が就任した。大隈内閣は成立後まもなく、従来薩摩閥が握っていた警視総監に非薩摩閥の伊沢多喜男を就け、また19人の知事と29人の道府県部長を移動させるなど地方人事も大幅な変更を行った。更に海軍でも薩摩閥の有力者を閑職においやり、山本権兵衛・斎藤実といった大物を予備役に編入するなどの粛軍を行った。また文政一元化の名のもとに内務省の所管であった伝染病研究所の文部省移管を強行、北里柴三郎所長以下部長・研究員は抗議し、全員辞職した（伝染病研究所移管事件）。大正5年（1916年）には、伝染病研究所は東京帝国大学医学部附置研究所となり、野に下った北里の北里研究所としのぎを削ることになった。
7月、第一次世界大戦が起こると、中国大陸での権益確保のためにも連合国側に立っての参戦を求める声が高まった。加藤高明外務大臣は元老の介入を嫌い、元老との協議なしに閣議のみで参戦決定を行い、山縣を激怒させた。ただし、参戦自体は元老も支持していたため決定は覆ることはなく8月23日に対独宣戦布告を行った。大隈は加藤をイギリス流の政治を行う後継者として考えていたが、加藤は独善的であり、大隈も外交に関してはほとんど口出しができなかった。しかし強硬一辺倒の外交方針は山縣など元老の不興も買い、大隈は辞任を求める声から加藤を守る役目を果たさなくてはならなくなる。12月までに日本軍はドイツの拠点である青島要塞や南洋諸島を攻略し、日本は戦勝ムードに湧いた。
12月には二個師団増設問題に反対する政友会と国民党が法案を否決し、大隈は12月25日に衆議院解散に踏み切った。当時、日露戦争以来の不況に国民が苦しんでおり、政友会や藩閥、軍に対する不信も高まっていた。大隈は組閣まもなくから選挙を意識して元老と協議し、また資金集めも重ねてきた。更に大きな武器となったのが大隈個人の人気だった。大隈は全国を鉄道で大規模な遊説旅行を行い、駅ごとに演説を行った。さらに大隈は同志会と中正会に続く第三の与党として、組閣以来全国に成立していた大隈伯後援会を利用した。特に選挙直前に大浦兼武を内務大臣に転任させ、政権の力を利用した激しい選挙干渉は、大隈内閣を支持していた吉野作造をも失望させるほどのものであった。こうして大正4年（1915年）3月25日に行われた第12回衆議院議員総選挙は大隈与党が65％を占める大勝利となった。

#### 対華21カ条要求
1月18日、中華民国政府に対し、権益の継続や譲渡などを求める対華21カ条要求を行う。大隈や井上馨は膠州湾租借地の返還の代償として満州に権益を得ることは考えていたものの、列強にも利権を提供して軋轢を防ぐことを考えていた。しかし加藤外相は陸軍などの強硬な意見をすべて要求に盛り込み、元老との最終的な協議もしないまま中華民国側に提示した。日本人を中華民国政府の官吏として登用させる第5号は、他の要求とは異なり希望条項とされたものの、中国の内政を支配しかねないものであり、加藤外相は同盟国イギリスにも秘匿していた上に、中華民国側にもこれを公表しないように求めていた。しかし中華民国からのリークで英米が知ることとなり、第5号は削除されることとなる。
5月9日、中華民国政府は主要な要求を受諾したものの、列強の不信を買い、中国の反植民地運動を高める結果となった。大隈は加藤を後継者として考えており、また外交からも離れて久しかったため、加藤の行動を黙認することになった。大隈は後に雑誌で「要求は侵略的なものではなく当然の権利」「日本は永遠の平和を築こうと誠意を持って交渉したのに、中華民国は外国を介入させて有利に運ぼうとした」と説明している。この後、衆議院では加藤外相弾劾案が提出されるも、大隈系の与党が多数を占めていたため否決された。交渉の詳しい状況や列強の介入については国民に知られていなかったため、大きな政治問題とはならなかった。

#### 改造内閣

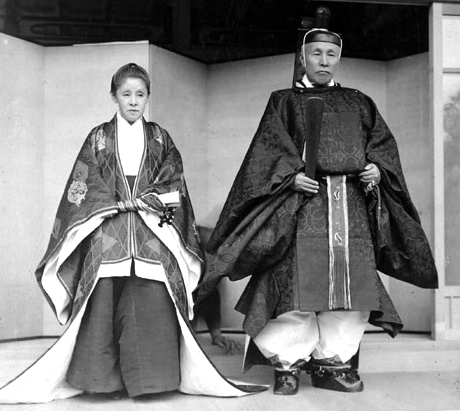
大正4年（1915年）11月、大正天皇の即位大礼における大隈重信・綾子夫妻

7月下旬、大浦兼武内相が二個師団増設問題の決議の際、野党議員を買収したという疑惑が明らかになった（大浦事件）。大隈は、大浦による買収工作を知らなかったと平沼騏一郎検事総長に告げているが、その様子を平沼は「狡い」と表現している。7月30日に大浦は辞任し、大隈も監督責任を取るとして辞表を提出したが、これは天皇から留任の沙汰が下ると計算してのものであった。大隈の想像通り、大隈に好意を持っていた大正天皇は元老に諮ることなく辞表を却下した。内閣基盤が弱いと感じていた加藤外相を始めとするほとんどの閣僚が辞任するべきと訴えていた。しかし元老らは大正天皇の即位大礼を目前として政変は望ましくないと強く慰留し、また大隈も政権継続の強い意志を持っていたため、8月10日には自身が外務大臣を兼任した改造内閣を発足させた。11月10日には即位大礼が行われたが、義足の身でありながら猛練習を積んだ大隈は、階段上り下りを伴う儀式を遂行した。

#### 後継首相をめぐる暗闘
大正5年（1916年）1月12日、大隈が乗車していた馬車に福田和五郎らの一味8人が爆弾を投げる事件が発生しているが、不発だったために事なきを得ている。このころ井上馨が没し、山縣有朋は元老の強化を図るため、大隈を元老に加えることを考慮し始める。大隈も高齢であり、いつまでも首相を続けるつもりはなかったが、後継に加藤高明を就けようとしたため、山縣との交渉が続くこととなる。6月24日、大隈は大正天皇に辞意を示し、後継に加藤と寺内正毅大将を推薦し、隈板内閣のような両者共同の内閣を作ろうとした。しかしこれは寺内に拒否され、山縣も西園寺公望や政友会とともに単独の寺内内閣を作るために運動を開始する。7月14日に侯爵に陞爵し、貴族院侯爵議員となる。
9月26日、大隈は辞意を内奏し、後継者として加藤を指名した。大隈は大山巌内大臣に、元老会議を開かずに加藤に組閣の大命が下るよう要請したが、大山はこれを拒否し、大山から話を聞いた山縣も激怒した。山縣は「大隈には一年半も欺かれた」と吐き捨てている。10月4日、大隈は辞表を提出したが、辞表の中でも加藤を後継者として指名する異様な形式であった。しかし山縣の運動により、大正天皇は元老への諮問を行い、山縣・松方・大山の三元老と西園寺は寺内を一致して推薦し、寺内内閣が成立した。
退任時の年齢は満78歳6か月で、これは歴代総理大臣中最高齢の記録である。

### 「準元老」
首相を退任した大隈は、同志会・中正会・大隈伯後援会を合同させた政党の総裁就任を依頼されたが断っている。以降は演説などは行わず、新聞上での評論活動を主な活動としている。大正7年（1918年）9月19日には、寺内首相の後継首相について天皇から下問があり、大隈は西園寺公望を推薦した。しかし西園寺が辞退したため、加藤高明を推薦した。しかし山縣有朋、松方正義、西園寺公望が原敬を奏薦したため、原が首相となった。山縣は大隈を元老に加えることを模索していたが、大隈自身が元老集団に入りたがらなかったことと、松方と西園寺が反対したため正式な元老とならなかった。しかしこのころの新聞報道では大隈を元老視したり、「準元老」として扱った報道も見られる。

### 死去と「国民葬」
大隈は大正10年（1921年）9月4日から風邪気味となって静養を始めたが、腎臓炎と膀胱カタルを併発して衰弱していった。このころから早稲田大学や憲政会など関係の深い者らにより大隈の顕彰運動が盛んとなり、「国葬」実現や公爵への陞爵、位階・勲等の陞叙を目指して、当時の高橋内閣や元老など政府関係者への工作や、大隈系新聞紙上での顕彰が展開されたが、すでに大勲位菊花章頸飾の授与が決定されていたため、元老である山縣、西園寺、松方、そして宮内大臣の一木喜徳郎も公爵陞爵は過分であると判断した。また、公爵陞爵より重大事であると見られていた国葬については協議も行われなかった。結果的に大隈への栄典は従一位への昇階と菊花章頸飾という形で決着し、大隈関係者が望んだ国葬の開催や陞爵は実現しなかった。大正11年（1922年）1月10日4時38分、大隈は早稲田の私邸で死去した。死因は腹部の癌と萎縮腎と発表された。満83歳で亡くなった。
しかし死去当日、大隈の側近で前衆議院議員であった市島謙吉が、「世界的デモクラシーの政治家である大隈」は、「国民葬」の礼を持って送ることがふさわしいと発表した。大隈家は同日、東京市に対して日比谷公園を告別式場として貸与することを申請し、認められている。前宮内大臣の波多野敬直を委員長とした葬儀委員会が、一定の儀式が定められており、一般人の参列ができない国葬ではなく、面識のないものでも参加できる「国民葬」の演出とその成功をねらった準備活動を進めた。1月17日に私邸で神式の告別祭が執り行われたのち、日比谷公園で「国民葬」が挙行された。その名が示すように、式には約30万人の一般市民が参列し、会場だけでなく沿道にも多数の市民が並んで大隈との別れを惜しんだ。大隈・憲政会系の新聞である『報知新聞』は100万人が沿道に並んだと報じている。その後、6時50分より東京都文京区の護国寺にある大隈家墓所で埋葬式が行われ、7時30分に墓標が建てられ、埋葬された。また大阪市・札幌市・京城・北京などの各都市でも告別式が行われている。佐賀市の龍泰寺にも大隈の墓所はある。

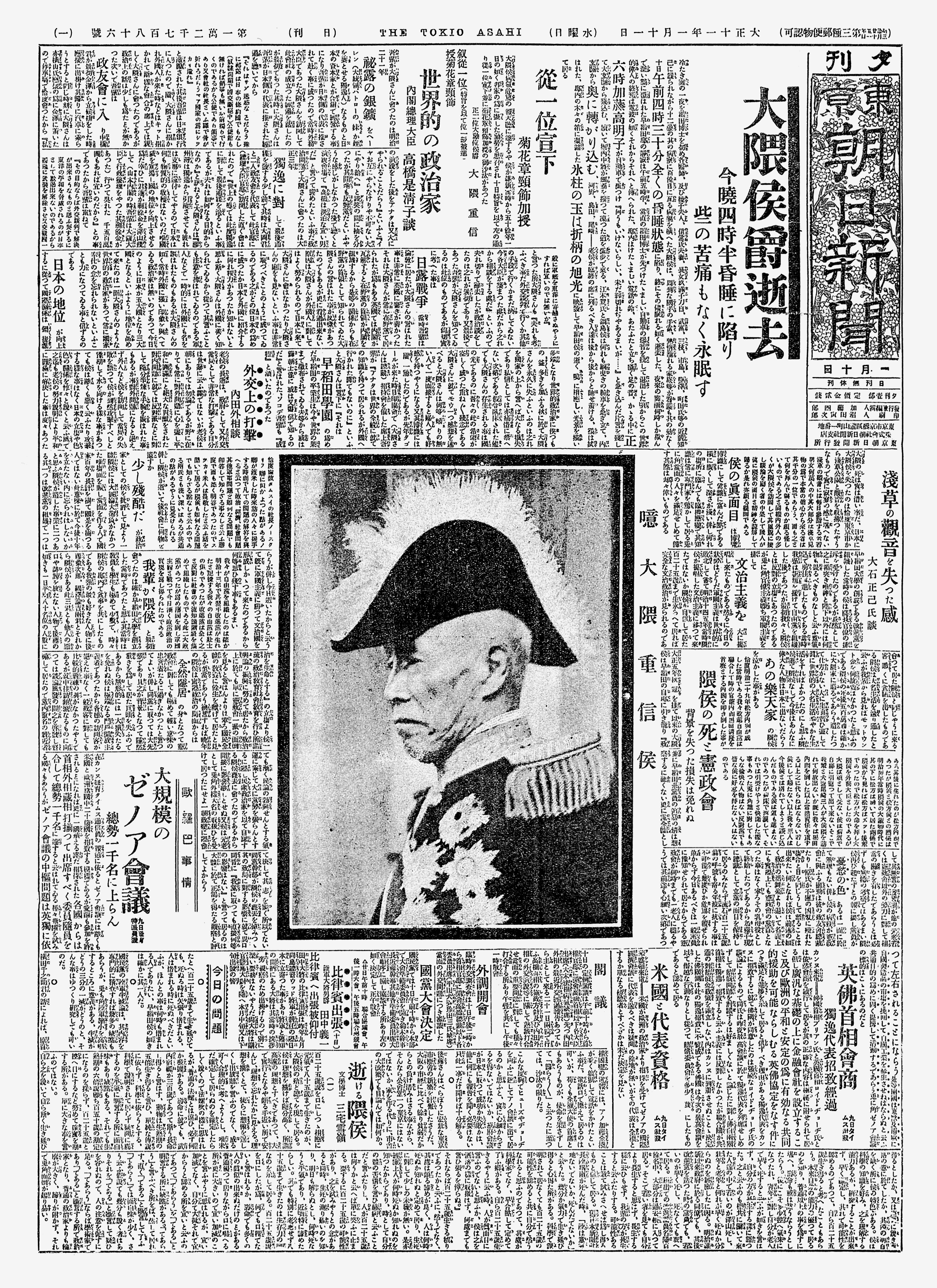
大隈の死を報じる『東京朝日新聞』
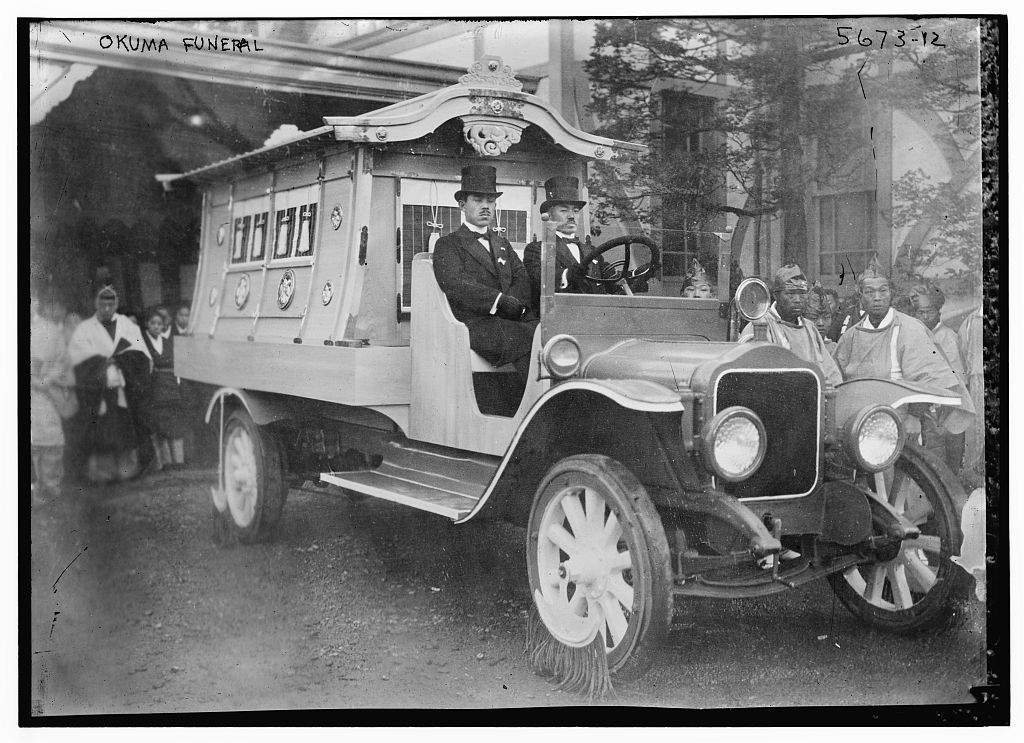
大隈の出棺
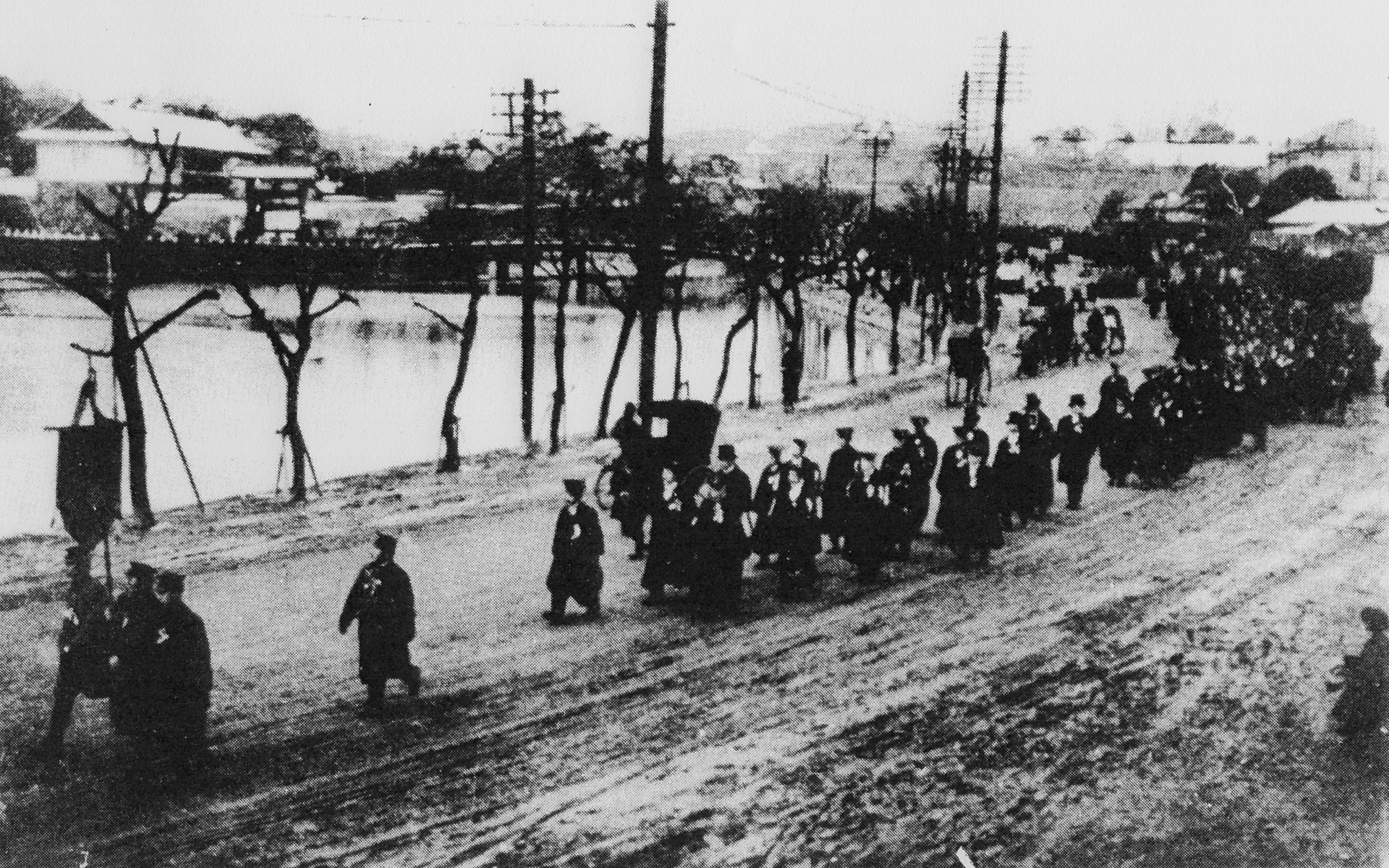
外濠通りを日比谷へ向かう葬列
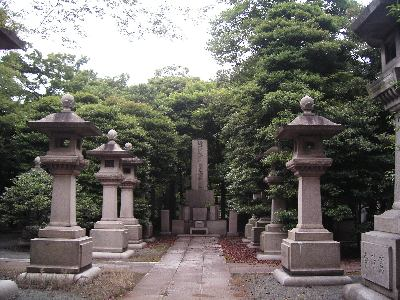
護国寺内、大隈重信の墓

## 人物

### 政策
- 大隈は民間投資を重視する、いわゆる「小さな政府」論の支持者であった[181]。

### 人物像
- 庶民に近い明るいイメージで「大平民」などと形容された。実際には土地転売などで巨利を上げ、多くの使用人を雇うなどの生活をしていたが、早稲田出身のジャーナリストも多く、良好な関係を築いていたため、このイメージが崩れることはなかった[182]。
- 「あるんである」、もしくは「あるんであるんである」という言い回しを好んで用いた[注釈 10]。
- 現在残されている大隈の関連文書はすべて口述筆記によるものであり、大隈自身の直筆のものは存在しない。これは弘道館在学中に字の上手な学友がいて、大隈は字の上手さでその学友に敵わなかったため、書かなければ負けることはないと負けず嫌いで字を書くことをやめ、以降は勉強はひたすら暗記で克服し、本を出版するときも口述筆記ですませ、死ぬときまで文字を書かなくなったためと言われている。しかし、大日本帝国憲法発布の際には内閣総理大臣以下国務大臣の副署は自署でなければならず、当時、外務大臣であった大隈の貴重な直筆が残っている。御署名原本の中の内閣総理大臣以下国務大臣の副署にある「大隈重信」の文字だけがあまり達筆ではないことがみられる[184]。大隈は漢字とカナが混在しタイプライターが使用困難な日本語について「（ヨーロッパに比べ）三倍以上損をしている」と評している[185]。
- 外交官として実績を持つ大隈は、英語文を読むことはできず、訳文を読んで判断を行った[186]。蘭学寮時代には「勘」でオランダ語解読を行っており、優秀な成績を上げていたという[187]。また700ページほどのオランダ語で書かれたナポレオン伝記を、1年半かけて読破したという[188]。
- 高田早苗は大隈との初対面時（1882年4月）の印象として「一大人物」に見えたが「親みがたい峻烈の感じ」もしたと述べており[189]、大隈の豪放磊落なイメージは時間をかけて徐々に形成されていったものとみられる。
- 友人であった五代友厚は、明治11年（1878年）ごろに大隈への忠告の手紙を書いている。そこには自信家で、他人の意見をあなどり、怒気を荒げることをやめるようにとある。明治14年（1881年）の政変以降はそのような言動を慎むようになった[190]。
- 尾崎行雄は「一度聞いたことは決して忘れなかった」「大蔵省時代は、予算書をすべて暗記していた」と記憶力が優れていたとしたほか[191]、理知・大度量においても伊藤や山縣を遥かに凌駕していたとしている[192]。しかし政治的にはほとんど失敗続きであったとしており[193]、その原因は大隈の性格にあったと見ている。尾崎は伊藤と大隈が碁を打った際のことを例に出し、こう例えている。伊藤は大隈より碁が下手であったが、「伊藤公は最初から余程慎重に考えて打つのに、大隈侯の方は、何も考えずに大まかにポンポン打つ。そうしている内に、だんだん局面が不利になってくると、侯はそこで初めて考える。もとより頭脳の良い人であるから、妙な窮手を考え出して、どうかこうか血路を拓くことはあるが、侯が考えるときには、既に局面が収拾すべからざる状態にまで立ち至っているのだから、結局負け碁になることが多かった。伊藤公は、初めから定石通りに、十分慎重に考えて打つから、破綻が少なく、大隈侯は難局に向わなければ、智慧を出さないのだから、天才的な閃きはあっても、結局は敗けることになる。これが両君の性格における著しい相違であった」[194]。

### 人間関係

#### 伊藤博文との関係
- 伊藤博文との関係は複雑であった。時には政敵となり、時には連携しているが、基本的に大隈は伊藤を高く評価している[195]。明治30年（1897年）、大隈は大磯に別邸を構えたが、この別荘から西へわずか60メートルの地所には当時、伊藤が本邸を構えていた。さまざまな政治上の軋轢があった相手との近い距離のためか、大磯別邸はあまり使用されず、明治40年（1907年）には別邸を新たに国府津に構え、わずか10年で引き払われた。大隈と同郷で、彼に目をかけられた行政法学者・織田萬のエッセイ集[196]によると、早稲田大学開学式典で伊藤が「大隈は流石にえらかった、永世不朽の育英の大事業に眼を着けたことには、この伊藤はたゞ頭を下げる外はない」と述べたことに満悦したという。また伊藤がハルビンで暗殺されると、「なんと華々しい死に方をしたものか」と羨みつつも悲しみ、大泣きに泣いたとのことである[197]。

#### 元勲との関係
- 伊藤と同様、井上馨ともに複雑な関係を持った。もともと中央に大隈を推挙したのは井上であり、留守政府時代に井上は大隈に、「あなたの他に信じて従っていく人はいない、真の友人と思う」と書簡を出すほど親しかった[198]。明治6年4月の政変では井上を見捨てる形となったが、以後も交流は続いている[199]。第二次大隈内閣では元老中で最も大隈を支持したが、任期途中に病没した。大隈は井上のことを「兎角憤りっぽく気難しいため首相に向かない」としながらも、なかなかの粋人であると評している[200]。
- 大久保利通とは、木戸派時代には対立し、それ以降もむしろ伊藤に近かかった大隈だが、後年の回想では「大苦労を重ね」「建略を用い」「偉人となった」政治家として絶賛している[201]。
- 西郷隆盛は大隈を「俗吏」とみなして嫌っていたとされ、特に明治4年（1871年）の西郷上京の際に書かれた『西郷吉之助意見書』では、名指しこそ避けたものの大隈の政策を「武士のやることではない」と切り捨てた。さらに同年、西郷の推挙で大蔵省入りした安場保和が大隈への弾劾意見書を提出したこと（西郷も大久保もこれには反対したために却下された）によって、大隈の西郷への反感は抜きがたいものになったとされる。大隈は西郷について、尊敬はしていたが、政治家的な能力に欠けるとし[202]、「人情には極めて篤かった」[203]が、政治に関しては任せきりであったと、人格面での評価はしても政治家としては評価していない[204]。
- 大隈重信は、第一の政治家として木戸孝允を挙げている。最も感心したことを「長州出身なるに拘わらず、薩長の専横を憤ってこれを抑えられた一事」だといい、木戸はつねに「もし二藩の人をして跋扈せしめたならば、幕府の執政と異なったことは無い、既に三百藩を廃して四民平等となしたる以上は、教育を進めて人文を開き、以て立憲国になさなければならぬ」と口にしていたと『大隈伯百話』で述べている。
- 大隈は、岩倉具視と伊藤博文とで朝の8時から夜の11時ごろまでそれぞれ4～5升ほど酒を呑んで語り明かしたという談話を残している。『明治の初年に、或る時、朝の八時から岩倉公と伊藤と我輩と三人が飲み始めた、山尾庸三は酒が飲めないから、燗番で酒の燗をして居る、三人で飲み且つ語って、夜の十一時頃迄に、各々四五升も平らげたが、我輩は未だ中々酔わなかった、然るに岩倉も伊藤も弱い者だから酔って喧嘩を始めた、岩倉が「貴様が足軽の癖に生意気なことを言う」と伊藤を叱咤すると、伊藤が「何だ、青公卿に天下の形勢が分かる者か」と罵り返した、双方共に酔っておるものだから、言葉が荒くなったのだ、スルと岩倉が大いに立腹して「参議の一人たる伊藤から、青公卿なるが故に天下の形勢は分からぬと言われては、上御一人に対し奉りて相済まぬから、止むを得ず右大臣を辞する」と言い出した。二人は酔っておるから、こんな事になったのだ、そこで我輩は岩倉に向かい「それは面白い、早速辞表をお書きなさい、不肖ながらこの大隈が、陛下へお取次ぎを致そう」と切り出すと、燗番をしていた山尾が、驚いて飛んで来て、マアマアと双方をなだめたことが有る、其の頃から酒も気力も我輩が一番強かった』[205]

#### 福沢諭吉との関係
- 大隈の回想によれば、当初福澤諭吉は大隈のことを「生意気な政治家」と嫌っており、大隈のもとに挨拶に行こうとしなかった。このため大隈は福沢を「傲慢な奴」と言って互いに会うことを避けていた[206]。ある日[注釈 11]、大隈はある会合に出向くと、そこに福沢がおり、話してみると2人は意気投合したという[206]。福沢は明治11年（1878年）、慶應義塾の経営打開のため政府から25万円の無利子融資を受ける交渉を行っているが、この仲介役となったのが大隈であった[206][207]。また福沢は仲介を行っていた炭鉱売却事業に、大隈の介入を要請して成功させている[208]。大隈の側近となった矢野文雄、尾崎行雄、犬養毅は慶應義塾出身であった[209]。

明治十四年の政変では、大隈は福沢と連携したと見られて失脚し、矢野、尾崎、犬養らも下野することになった。しかしこの事件によって、かえって福澤との絆は堅固なものとなり、政変後に設立された東京専門学校の開校式には福澤の姿があった。また、福澤の葬儀では福澤家は献花を断っていたが、大隈からの献花に対しては黙って受け取った。

#### その他の人物との関係

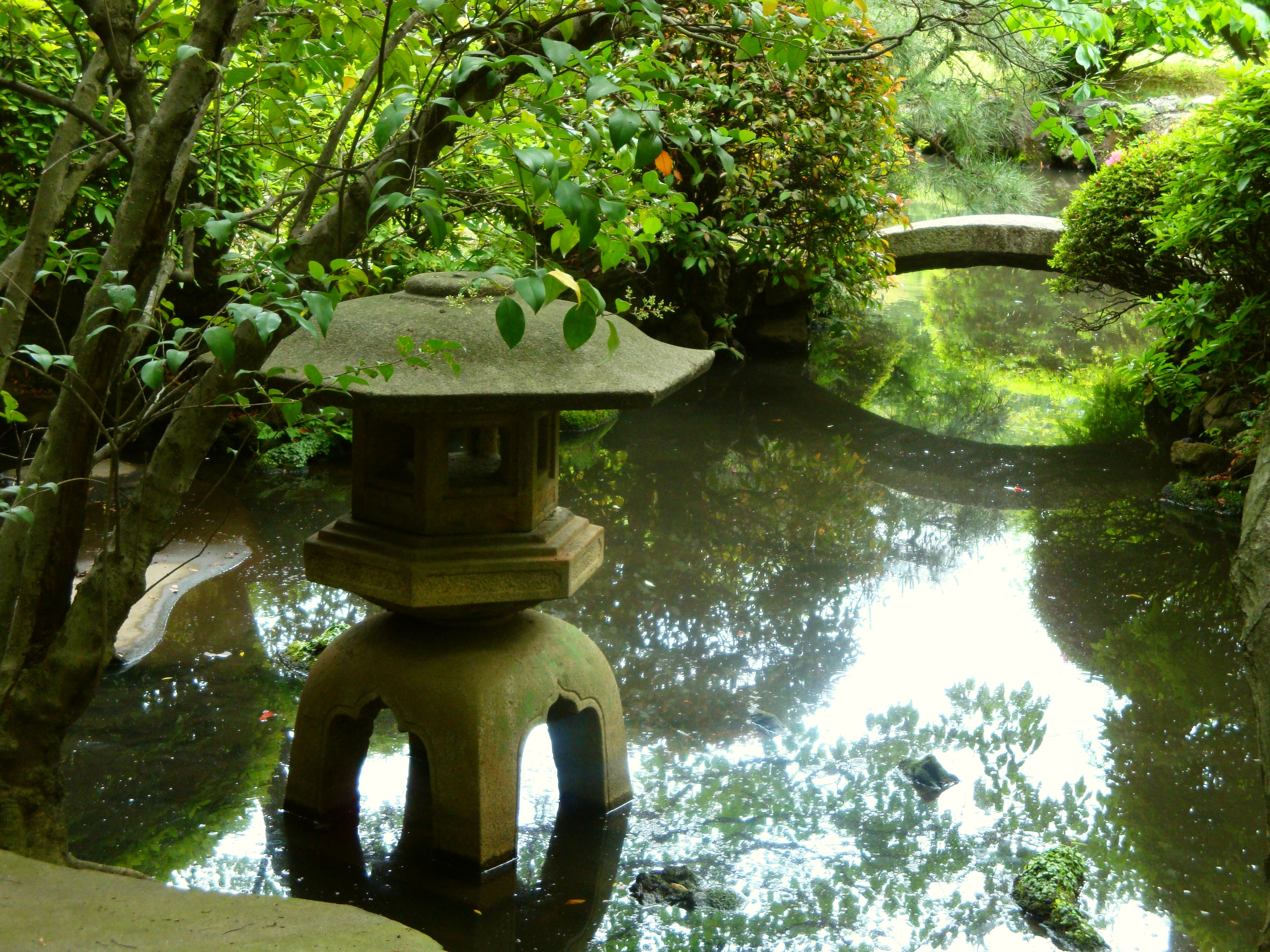
大隈庭園

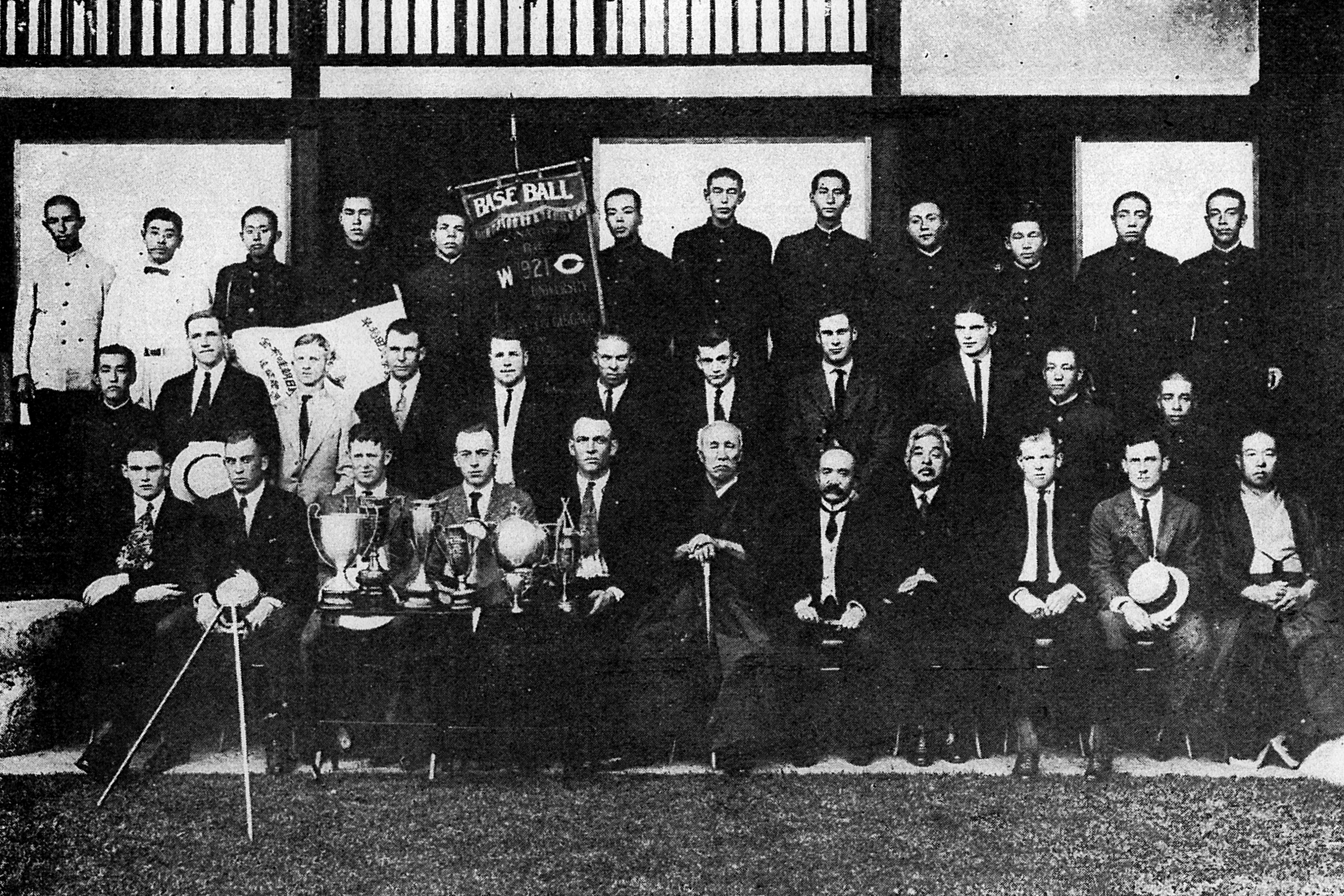
大隈邸を訪れた米国ワシントン大学野球チーム（1921年秋、前列右から飛田穂洲、2人はさんで安部磯雄、塩沢昌貞、大隈重信）

- 明治39年（1906年）ごろ、当時園芸家を目指していたのちの衆議院議員・山本宣治を住み込みで雇っていた。さらに山本のカナダへの園芸留学を支援した。
- 同志社大学の創立者である新島襄とは、東京専門学校の設立時から深い交流があった。新島は同志社の設立資金を集めるべく奔走していたが、大隈がこれに賛同したことで両者の親交は深まった。大隈は、新島亡きあとも同志社綱領改定に端を発した紛争の調停に尽力したほか、京都に行ったときは必ず同志社に立ち寄り、演説していたという。現在、早稲田大学と同志社大学との間には国内交換留学協定が締結されている[211]。
- 日本女子大学の創始者である成瀬仁蔵とも親交があった。1896年5月、大隈は女子大学設立に奔走する成瀬の訪問を受け、協力を要請される。その後、大隈は大学創立委員会委員長となった[212]。1901年に日本女子大学は設立され、大隈は終身評議員となり[213]、1919年の成瀬の告別式には弔辞を寄せている[214]。また大隈の寄付によって大学の校庭に花園が作られている[215]。坪内逍遙ら早稲田大学の教員が日本女子大学での講義を担当したほか、1999年7月に早稲田大学と日本女子大学の間で学生交流協定が締結され、双方の大学の講義を履修することが可能となっている[213]。
- 早稲田の大隈邸には、早稲田大学総長任期中も含め、イェール大学教授のG・Tラッド（1899年、1906年）、ハーバード大学総長のC・Ｗ・エリオット（1912年、1921年）、オックスフォード大学教授（1912年）のＡ・H・セースのほか、スタンフォード大学総長やブラウン大学総長、シカゴ大学総長夫妻など世界各国から多数の著名人が来邸したため、「私設外務省」と呼ばれたりもした[216]。
- ヴィクトリア女王の女官を務め、のちオックスフォード大学に入学し、比較宗教学を学んだE・A・ゴルドンは、日ごろから大隈候を敬慕し、名誉講師として講演を行うなど縁の深かったことから、帰国の際、早稲田大学に「石羊」と「ゴルドン文庫」を寄贈された。羊の石像は、早稲田大学の高田早苗記念研究図書館を見守っている。
- 鳳が横綱に昇進した際に土俵入りで太刀持ちが使う太刀を贈った。
- 明治41年（1908年）、コロンビアから来日したアントニオ・イスキエルド（1866 ‐ 1922）に庭師の川口友広を紹介し、川口ら3名（2名は氏名不詳）の日本人が初めてコロンビアに渡った。イスキエルドは当時のコロンビア大統領・ラファエル・レジェスから極東との交易の可能性について調査を命じられており、大隈は川口を推挙することでコロンビアとの外交関係を友好的に拡大したいと考えていた。川口は首都ボゴタにあるイスキエルド所有の森林を整備し、1910年に開催された独立100周年記念の博覧会場として利用された。川口らのその後の消息は不明だが、ボゴタに川口の墓碑があるとの未確認情報もある[217]。

### 逸話

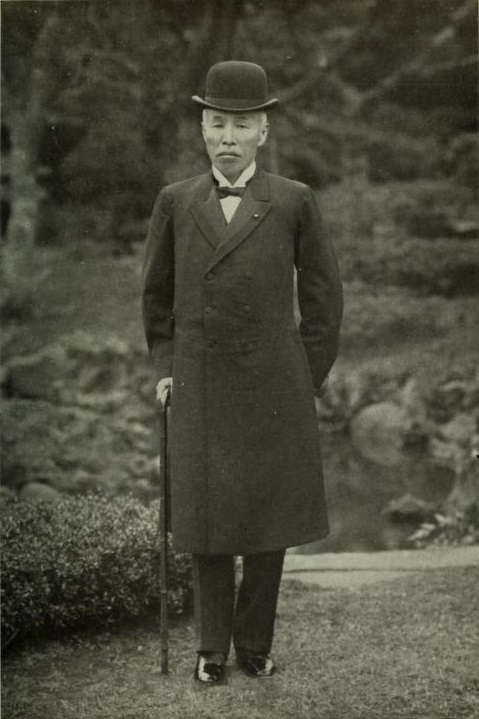
「五尺八寸余」の大隈重信

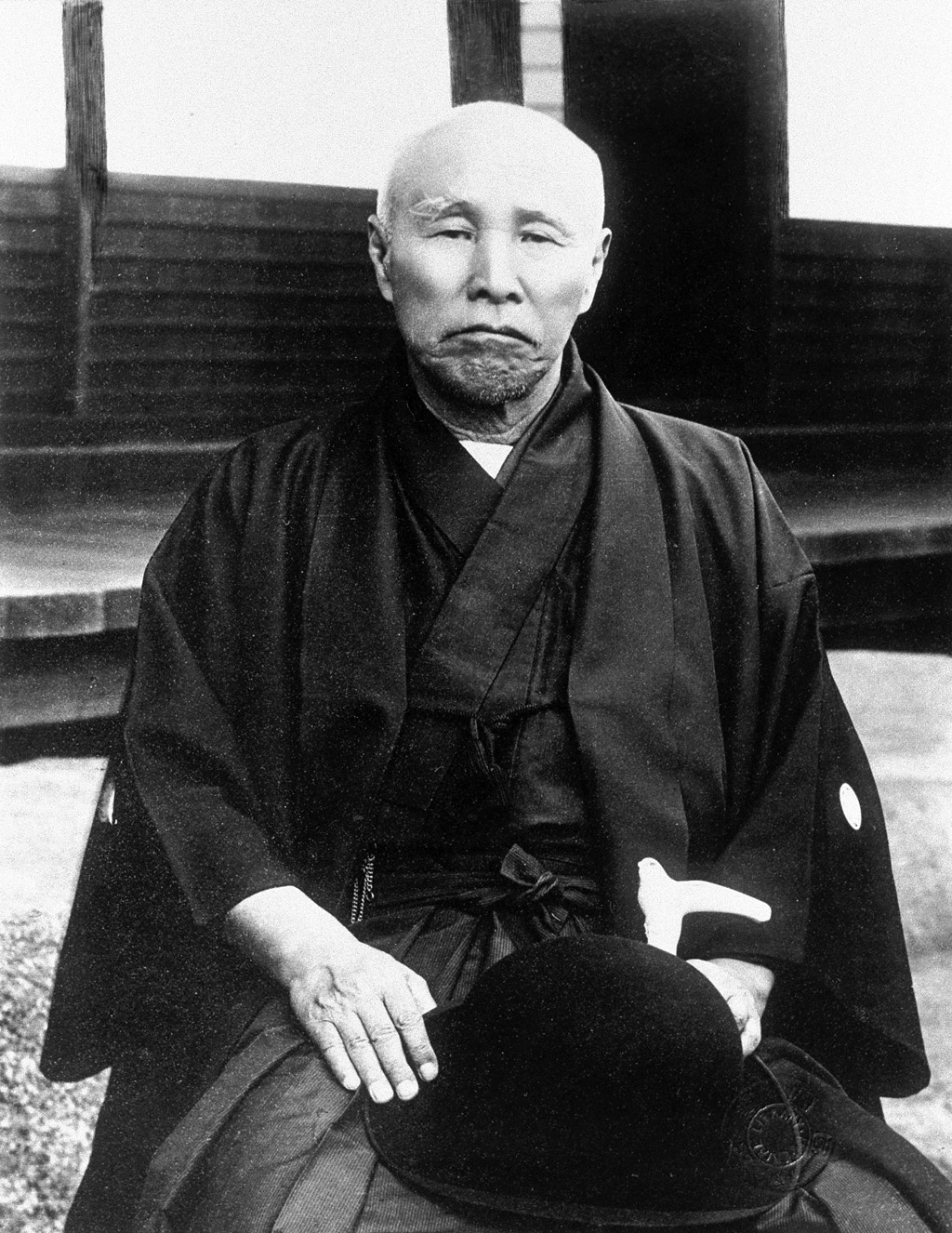
和服を着用した大隈

- 浦上四番崩れの際、イギリス公使ハリー・パークスは「日本の行っていることは野蛮国のすることであり、今すぐ信者を開放し、信教の自由を認めよ」と抗議してきた。交渉が始まるとパークスは「大隈ごとき身分の低い小役人とは話はできぬ」と激怒したという。しかし大隈はパークスのいつもの手段であろうと相手にしなかった。大隈の上官が、「大隈は日本政府の承認を経て交渉に臨んだのでその言葉は責任を有する」と述べたことで、パークスは交渉の席についた[219]。大隈は「ある歴史家は言う、欧州の歴史は戦乱の歴史なりと。またある宗教家は言う、欧州の歴史はすなわちキリスト教の歴史なりと。この二者の言うを要するに、キリスト教の歴史はすなわち戦乱の歴史なり。キリスト教は地に平和を送りし者あらずして剣を送りしものなり。キリスト教が生まれて以来、ローマ法王の時代となり、世に風波を惹起して、欧州の人民を絶えず塗炭の苦に陥らしめたのは是何者の所為なり」と続け、今の日本でいきなりキリスト教を開放すれば混乱が起きるとして、パークスに抗弁した[220]。大隈はパークスが感情を高ぶらせても、そのために外交関係を損なうことはしないと見ていたため、信徒の処分についてはそのままにしておいてよいと判断し、キリスト教禁令は当分そのまま存続することになる[221]。
- あちこちに講演に招かれて人気があったが、禁酒団体と酒造業組合を一日のうちにはしごしたことがあるという。これは大隈が政治家であるためさまざまな方面に応援を求めなければならなかったという事情も存在する。早稲田大学非常勤講師の佐藤能丸は、このことが今日にいたるまで大隈の全集が発行されていない遠因となっていると指摘している。
- 大隈は自らに爆弾を投げつけた来島恒喜について「爆裂弾を放りつけた奴を、決して気違いの人間で、憎い奴とは寸毫も思わず。」「華厳の滝に飛び込む弱虫よりは、よっぽどエライ者と思うておる」「いやしくも外務大臣である我が輩に爆裂弾を食わせて世論を覆そうとした勇気は、蛮勇であろうと何であろうと感心する。」と語っている[222]。小久保喜七は毎年来島のために年忌を行っていたが、大隈は毎年法要に代理人を送ってきたという。大隈の没後も、養嗣子の大隈信常によって代理人の派遣は続けられた[223]。
- 日本最初の鉄道が新橋～横浜間に建設された際、そのゲージ（軌間）を1,067ミリメートル（狭軌。現在のJR在来線の軌間）に決めたのは大隈である。イギリス人技師の説明を聞いて大隈が決めたのだが、両者ともに「日本の鉄道なら狭軌で十分」という感覚だったといい、「我輩の一世一代の失策」と大隈は後日語っていたという（池田邦彦『鉄道史の分岐点』イカロス出版、2005年）。なお、「日本の改軌論争」も参照。
- 日本初の地方遊説を行った首相でもある。
- 日露戦争開戦の前年にあたる明治36年（1903年）、対印貿易の重要性を認識していた渋沢栄一、長岡護美の後押しを得て、日印協会を設立している[224]。
- 大正8年（1919年）、病床にあった成瀬仁蔵を励ますために、トマトやメロンをもって見舞った[225]。
- 大隈は日本人で初めてマスクメロンを食べたと言われ、この味が気に入り大好物となり、外国から持ち帰り、当時は珍しかったガラスの温室を作り、日本で初めてマスクメロンを栽培したと言われている。
- 人間は25年を5回生きる能力を有している、いわゆる人生125歳説を唱えた。大隈自身は83歳で死去したが、創立した早稲田大学にとって125という数字は特別なものとなり、大隈講堂の時計台の高さは125尺（約37.9メートル）であるほか、創立125周年にあたる平成19年（2007年）には記念式典を行っている。
- お金を表す指のサインを考えた人物である。彼は通貨を設定するときにお金（硬貨）は円だから、誰でもお金のことだと分かるようにこのサインを使って説明した。
- 身長は「五尺八寸余」だという[218]。
- 早大野球部員の久慈次郎（身長5尺9寸）との背比べに敗れたが、腹の大きさでは我輩の勝ちであるといい、久慈に自らの腹を触らせて「これが明治維新をつくった腹だ」と高笑した[218]。
- 天気予報の177番は、もともと大隈重信の自宅の電話番号であった。
- 大隈は下野後、苦しい生活をしているとしばしば語っているが、明治25年ごろには、現職の大臣に匹敵する毎月1500円の生活費を使っていたという[226]。大隈は土地の投機などにより莫大な収益を得ていた[227]。
- 軽井沢に大規模な洋館・和館別荘（洋館はあめりか屋建築。1917年竣工。野球場も完備していた）があり、その別荘跡に面する通りは現在「大隈通り」と呼ばれている。1923年には摂政宮（のちの昭和天皇）がこの別荘に避暑滞在している[228]。なお、大磯や国府津にも別荘があったことは前述した通りである。

### 後世
- 明治35年（1902年）から大正8年（1919年）にかけて三省堂書店で大隈重信を総裁、齋藤精輔を編集長として、日本最初の本格的な百科事典である『日本百科大辞典』の編纂が行われた[229]。この辞典の編纂により三省堂は一時破産したが、この事業の挫折は大日本帝国の文化的な威信にかかわるという声が上がり、再建が計画され、大正8年（1919年）に全10巻となって完成した[229]。
- 昭和44年（1969年）から同45年（1970年）にかけて、早稲田大学出版部で『大隈伯昔日譚』などが入った木村毅監修『大隈重信叢書』全5巻が出された。
- 大正4年（1915年）に蝋管（蓄音機の初期型）に録音された総選挙応援演説の肉声が、平成19年（2007年）に東大先端科学技術センターにより公開された。
- マスクメロン協会の設立や帝国愛蘭会初代会長、日本園芸会会長、日本自動車協会の設立・名誉会長、帝国航空協会初代会長、帝国鉄道協会会長、経済調査会官制会長、大日本皇道立教会会頭、同仁会会長（現明和病院）、恩賜財団済生会顧問、東洋文化学会（大東文化学院の礎）初代会長、大日本教育会（帝国教育会）名誉会員など、政治や教育以外の多方面で活躍し要職に就いた[230]。

## 評価
- 伊藤之雄は公式伝記である『大隈侯八十五年史』が大隈を「薩長などの藩閥と戦った」「民の政治家」として描き、馬場恒吾の『大隈重信伝』（1932年）などでも踏襲されたとしている[231]。この見方は戦後の中村尚美『大隈重信』（1961年）や木村時夫『知られざる大隈重信』（2001年）でも踏襲された。真辺将之『大隈重信』（2017年）はこれに対し、大隈は前半生において必ずしも「民衆政治家」ではなかったとし、その後半生における変化を描いている[232]。

ジョイス・リブラは『大隈重信―その生涯と人間像』 (1980年) において「民主主義を推進した」「型破り」で「変幻自在な」行動をした「日本最初の民衆政治家」と評している。

### 評論
- 東京日日新聞1922年1月21日記事「噫大隈侯」「（大隈の）政治家的生涯が果たして成功と目すべきものであったか否か、おそらく後世の歴史家も、是れ論定に苦しむであろう如く、吾輩も亦た同じく論定に苦しむものである」[234]

### 同時代人物の人物評
- 江藤新平 「大隈の事を成さんとするや、直往邁進、縦令、途上に川あり山あるも、之を顧みず、彼岸に達せずんば止まず。故にその事業は必ず遂行するも、その経過の跡を顧みれば、その危険名状すべからず。人をして慄然として肝胆を寒うせしむるものあり」[235]
- 尾崎咢堂 「予は四十有余年の久しき間、親しく教えを受けたが、大隈候の怒った顔を見たことがない」[236]
- 渋沢栄一
  - 「逢って見ると案に相違の書生肌で、その間に少しの隔たりもない。君も僕も勉強中の書生なのだから、堅苦しい事は一切やめて、愉快な書生づき合いで仕事をやろうじゃないかという。私は驚きもしたし、また非常な愉快を感じたのでした」[237]
  - 「大隈重信候は他人の言葉を聞くよりも、他人に自分の説を聞かせるのを主とする御仁である。大隈候のところで出かけた人は、自分ではいかに申し上げてきたつもりになっていても、たいていは申し上げずに申し聞かされて帰るのが通例である。ややもすればこちらの話が終わるのを待っていられず、途中から横道に話を引き込んで、自分の話を聞かせようとするクセがある。ただ大隈候について感心するところは、あの通り他人に聞かせるばかりで、容易に他人の話を聞こうとしないわりに、他人からちょっと話したことを案外よく記憶されていることである」[238]
- 関直彦
  - 「よく細事を記憶し、その人に会う時は、必ずその申越に対して返答を為し、その贈物に対して挨拶を為すを例とす。前年余が京都に行きし時、あたかも秋の頃にて、松茸が市に現われ始めたれば、五百目ばかり少量の松茸を伯邸に送りたるころあり。その後掛け違いて半年も面会せざりしが、たまたま伯は関西の遊説に赴かれし時、余も新橋駅に見送りしに、伯は周園に群がる人々を押し分け、不自由の足を引き摺りながら、余の立てる前に来られ、『関君、先達っては松茸の初物をわざわざ京都から贈られ、誠に結構であった、有難う』と挨拶をせられぬ。既にその事を忘れていたる余は却って面喰いしが、もし地方の淳朴なる有志なりせば、涙を溢して喜ぶなるべし。人心収攬の機微は成る程この所だなと感心せしことあり」[239]
  - 「伊藤公は官僚の巨頭　大隈伯は政党の首領」[239]
- 伊藤痴遊 「一番の長所は弁舌であったが、実をいうと、冗舌の多い割に、聞く人をしてそういう風に感ぜしめなかった所がある。演説でも、講演でも、広げるだけ広げて、どういう風につぼめて行くかと思っているうちに、いつの間にかその締めくくりをつけてしまう、といった調子のあの呼吸は、学ばんと欲して及び得ざる所である。快活であり、かつ豪放であり、どうかすると何を言っているのか論点の判らぬ事はあるが、それでも聞いている者には少しも倦怠を与えず、まことによい感じを与えるのが、大隈の弁舌であった」[240]
- 堀江秀雄 「豪宕の相貌ありて多言、とてもかくても他人に下らざる属気があった」[241]
- 松井広吉 「何といっても気持ちの良い、しかして政界の人気役者の随一は大隈候だ」[242]
- 池辺三山 「私が大隈さんに一番感心しているのは、弁舌の面白いことだ。頭の中で議論を組み立てることの敏捷く手早いこと、何でも取り込んできて堂々たる大議論を咄嗟に纏め上げる手際。そういう点で私はあの人を感心している。畢竟それは記憶がよいためであろうが、実際あの人の記憶の機関というものはよほどよろしい。弁舌の上からいったならば、あのくらいの年になった政治家の中でちょっと敵手はありますまい。死んだ伊藤公でも匹わない。もっとも伊藤公も座談はなかなかうまかった。けれども演説にかけてはとても大隈さんに匹わない。ともかくも大隈さんの演説には、何もかも言いまくってしまうという勢いがある。それがあの人の長所なんだが、つまるところそれがまたあの人の短所であるかもしれない」[243]
- 憲政本党党員だが、反大隈の改革派に属していた木下謙次郎は、第二次大隈内閣成立の際に逓信次官となった。この際大隈は「をを、木下来たか、よう来た、大分肥って大きくなった」と言って48歳の木下の頭をなでたという。木下は大隈を「生活向きは派手で、非常に負けん気の強い野心家であり、かつ度量の大きい人」と評している[244]。

## 栄典
位階
- 明治元年5月6日（1868年6月25日）- 従五位下[245]
- 明治2年（1869年）2月 - 従四位下[245]
- 明治4年12月9日（1872年1月18日）- 正四位[245]
- 1881年（明治14年）7月22日 - 従三位[245]
- 1887年（明治20年）12月26日 - 正三位[245][246]
- 1888年（明治21年）2月17日 - 従二位[245]
- 1898年（明治31年）6月20日 - 正二位[247]
- 1922年（大正11年）1月10日 - 従一位[248]

爵位
- 1887年（明治20年）5月9日 - 伯爵[245][249]
- 1916年（大正5年）7月14日 - 侯爵[250]

勲章等
| 受章年                            | 略綬 | 勲章名                   | 備考 |
| --------------------------------- | ---- | ------------------------ | ---- |
| 明治5年10月25日（1872年11月25日） |      | 恩賜御剱                 |      |
| 1877年（明治10年）11月2日         |      | 勲一等旭日大綬章         |      |
| 1889年（明治22年）11月25日        |      | 大日本帝国憲法発布記念章 |      |
| 1907年（明治40年）2月2日          |      | 御紋付御杯               |      |
| 1910年（明治43年）4月29日         |      | 旭日桐花大綬章           |      |
| 1912年（大正元年）8月1日          |      | 韓国併合記念章           |      |
| 1915年（大正4年）11月10日         |      | 大礼記念章（大正）       |      |
| 1916年（大正5年）7月14日          |      | 大勲位菊花大綬章         |      |
| 1922年（大正11年）1月10日         |      | 菊花章頸飾               |      |

外国勲章佩用允許
| 受章年                    | 国籍                             | 略綬 | 勲章名                                                 | 備考 |
| ------------------------- | -------------------------------- | ---- | ------------------------------------------------------ | ---- |
| 1882年（明治15年）2月22日 | ロシア帝国                       |      | 聖アンナ勲章一等                                       |      |
| 1889年（明治22年）5月7日  | ロシア帝国                       |      | 白鷲勲章                                               |      |
| 1897年（明治30年）3月15日 | ベルギー王国                     |      | レオポルド勲章グランコルドン                           |      |
| 1897年（明治30年）5月20日 | ドイツ帝国                       |      | 赤鷲勲章                                               |      |
| 1898年（明治31年）2月10日 | スウェーデン＝ノルウェー連合王国 |      | 聖オーラヴ第一等勲章                                   |      |
| 1898年（明治31年）7月4日  | イタリア王国                     |      | イタリア王冠勲章グラン・コルドーネ                     |      |
| 1898年（明治31年）7月4日  | オランダ王国                     |      | 獅子勲章大十字騎士章                                   |      |
| 1898年（明治31年）7月27日 | シャム王国                       |      | 白象第一等勲章                                         |      |
| 1898年（明治31年）9月20日 | ポルトガル王国                   |      | ヴィラ・ヴィソーザ無原罪の聖母騎士団勲章グランクルース |      |
| 1899年（明治32年）3月3日  | オーストリア＝ハンガリー帝国     |      | レオポール勲章グランクロワー                           |      |
| 1910年（明治43年）2月14日 | 大清帝国                         |      | 頭等第三双竜宝星                                       |      |
| 1916年（大正5年）1月14日  | ロシア帝国                       |      | 聖アレクサンドル・ネフスキー大綬章                     |      |
| 1916年（大正5年）6月12日  | フランス共和国                   |      | レジオンドヌール勲章グランクロワ                       |      |

## 系譜
大隈家
「大隈家は、伝承によれば、菅原道真の血筋を受け継いでいるという。戦国時代末、その末裔である家泰（いえやす）が筑後国大隈村（現・福岡県久留米市梅満町）に土着して大隈に改姓。家泰の孫・大隈孝家（たかいえ）が肥前国中津江村に移住して、やがて鍋島氏に仕えたのだと伝えられる」という。
系図
※実線は実子。破線は養子。
|          |          |          |          |          |          |  |  | 大隈家泰 |      |      |      |      |      |      |      |            |            |            |            |            |            |      |      |          |          |          |          |          |          |      |      |        |        |        |        |        |        |      |      |            |            |            |            |            |            |  |  |      |      |      |      |      |      |  |  |            |            |            |            |            |            |  |  |      |      |      |      |      |      |  |  |            |            |            |            |            |            |
|          |          |          |          |          |          |  |  |          |      |      |      |      |      |      |      |            |            |            |            |            |            |      |      |          |          |          |          |          |          |      |      |        |        |        |        |        |        |      |      |            |            |            |            |            |            |  |  |      |      |      |      |      |      |  |  |            |            |            |            |            |            |  |  |      |      |      |      |      |      |  |  |            |            |            |            |            |            |
|          |          |          |          |          |          |  |  | （略）   |      |      |      |      |      |      |      |            |            |            |            |            |            |      |      |          |          |          |          |          |          |      |      |        |        |        |        |        |        |      |      |            |            |            |            |            |            |  |  |      |      |      |      |      |      |  |  |            |            |            |            |            |            |  |  |      |      |      |      |      |      |  |  |            |            |            |            |            |            |
|          |          |          |          |          |          |  |  |          |      |      |      |      |      |      |      |            |            |            |            |            |            |      |      |          |          |          |          |          |          |      |      |        |        |        |        |        |        |      |      |            |            |            |            |            |            |  |  |      |      |      |      |      |      |  |  |            |            |            |            |            |            |  |  |      |      |      |      |      |      |  |  |            |            |            |            |            |            |
|          |          |          |          |          |          |  |  | 茂隆     |      |      |      |      |      |      |      |            |            |            |            |            |            |      |      |          |          |          |          |          |          |      |      |        |        |        |        |        |        |      |      |            |            |            |            |            |            |  |  |      |      |      |      |      |      |  |  |            |            |            |            |            |            |  |  |      |      |      |      |      |      |  |  |            |            |            |            |            |            |
|          |          |          |          |          |          |  |  |          |      |      |      |      |      |      |      |            |            |            |            |            |            |      |      |          |          |          |          |          |          |      |      |        |        |        |        |        |        |      |      |            |            |            |            |            |            |  |  |      |      |      |      |      |      |  |  |            |            |            |            |            |            |  |  |      |      |      |      |      |      |  |  |            |            |            |            |            |            |
|          |          |          |          |          |          |  |  | 義辰     |      |      |      |      |      |      |      |            |            |            |            |            |            |      |      |          |          |          |          |          |          |      |      |        |        |        |        |        |        |      |      |            |            |            |            |            |            |  |  |      |      |      |      |      |      |  |  |            |            |            |            |            |            |  |  |      |      |      |      |      |      |  |  |            |            |            |            |            |            |
|          |          |          |          |          |          |  |  |          |      |      |      |      |      |      |      |            |            |            |            |            |            |      |      |          |          |          |          |          |          |      |      |        |        |        |        |        |        |      |      |            |            |            |            |            |            |  |  |      |      |      |      |      |      |  |  |            |            |            |            |            |            |  |  |      |      |      |      |      |      |  |  |            |            |            |            |            |            |
|          |          |          |          |          |          |  |  | 孝辰     |      |      |      |      |      |      |      |            |            |            |            |            |            |      |      |          |          |          |          |          |          |      |      |        |        |        |        |        |        |      |      |            |            |            |            |            |            |  |  |      |      |      |      |      |      |  |  |            |            |            |            |            |            |  |  |      |      |      |      |      |      |  |  |            |            |            |            |            |            |
|          |          |          |          |          |          |  |  |          |      |      |      |      |      |      |      |            |            |            |            |            |            |      |      |          |          |          |          |          |          |      |      |        |        |        |        |        |        |      |      |            |            |            |            |            |            |  |  |      |      |      |      |      |      |  |  |            |            |            |            |            |            |  |  |      |      |      |      |      |      |  |  |            |            |            |            |            |            |
|          |          |          |          |          |          |  |  | 安兵衛   |      |      |      |      |      |      |      |            |            |            |            |            |            |      |      |          |          |          |          |          |          |      |      |        |        |        |        |        |        |      |      |            |            |            |            |            |            |  |  |      |      |      |      |      |      |  |  |            |            |            |            |            |            |  |  |      |      |      |      |      |      |  |  |            |            |            |            |            |            |
|          |          |          |          |          |          |  |  |          |      |      |      |      |      |      |      |            |            |            |            |            |            |      |      |          |          |          |          |          |          |      |      |        |        |        |        |        |        |      |      |            |            |            |            |            |            |  |  |      |      |      |      |      |      |  |  |            |            |            |            |            |            |  |  |      |      |      |      |      |      |  |  |            |            |            |            |            |            |
|          |          |          |          |          |          |  |  | 五大夫   |      |      |      |      |      |      |      |            |            |            |            |            |            |      |      |          |          |          |          |          |          |      |      |        |        |        |        |        |        |      |      |            |            |            |            |            |            |  |  |      |      |      |      |      |      |  |  |            |            |            |            |            |            |  |  |      |      |      |      |      |      |  |  |            |            |            |            |            |            |
|          |          |          |          |          |          |  |  |          |      |      |      |      |      |      |      |            |            |            |            |            |            |      |      |          |          |          |          |          |          |      |      |        |        |        |        |        |        |      |      |            |            |            |            |            |            |  |  |      |      |      |      |      |      |  |  |            |            |            |            |            |            |  |  |      |      |      |      |      |      |  |  |            |            |            |            |            |            |
|          |          |          |          |          |          |  |  | 彦兵衛   |      |      |      |      |      |      |      |            |            |            |            |            |            |      |      |          |          |          |          |          |          |      |      |        |        |        |        |        |        |      |      |            |            |            |            |            |            |  |  |      |      |      |      |      |      |  |  |            |            |            |            |            |            |  |  |      |      |      |      |      |      |  |  |            |            |            |            |            |            |
|          |          |          |          |          |          |  |  |          |      |      |      |      |      |      |      |            |            |            |            |            |            |      |      |          |          |          |          |          |          |      |      |        |        |        |        |        |        |      |      |            |            |            |            |            |            |  |  |      |      |      |      |      |      |  |  |            |            |            |            |            |            |  |  |      |      |      |      |      |      |  |  |            |            |            |            |            |            |
|          |          |          |          |          |          |  |  | 嘉一郎   |      |      |      |      |      |      |      |            |            |            |            |            |            |      |      |          |          |          |          |          |          |      |      |        |        |        |        |        |        |      |      |            |            |            |            |            |            |  |  |      |      |      |      |      |      |  |  |            |            |            |            |            |            |  |  |      |      |      |      |      |      |  |  |            |            |            |            |            |            |
|          |          |          |          |          |          |  |  |          |      |      |      |      |      |      |      |            |            |            |            |            |            |      |      |          |          |          |          |          |          |      |      |        |        |        |        |        |        |      |      |            |            |            |            |            |            |  |  |      |      |      |      |      |      |  |  |            |            |            |            |            |            |  |  |      |      |      |      |      |      |  |  |            |            |            |            |            |            |
|          |          |          |          |          |          |  |  | 政辰     |      |      |      |      |      |      |      |            |            |            |            |            |            |      |      |          |          |          |          |          |          |      |      |        |        |        |        |        |        |      |      |            |            |            |            |            |            |  |  |      |      |      |      |      |      |  |  |            |            |            |            |            |            |  |  |      |      |      |      |      |      |  |  |            |            |            |            |            |            |
|          |          |          |          |          |          |  |  |          |      |      |      |      |      |      |      |            |            |            |            |            |            |      |      |          |          |          |          |          |          |      |      |        |        |        |        |        |        |      |      |            |            |            |            |            |            |  |  |      |      |      |      |      |      |  |  |            |            |            |            |            |            |  |  |      |      |      |      |      |      |  |  |            |            |            |            |            |            |
|          |          |          |          |          |          |  |  | 満辰     | 満辰 | 満辰 | 満辰 | 満辰 | 満辰 |      |      |            |            |            |            |            |            |      |      | 中川忠英 | 中川忠英 | 中川忠英 | 中川忠英 | 中川忠英 | 中川忠英 |      |      |        |        |        |        |        |        |      |      |            |            |            |            |            |            |  |  |      |      |      |      |      |      |  |  |            |            |            |            |            |            |  |  |      |      |      |      |      |      |  |  |            |            |            |            |            |            |
|          |          |          |          |          |          |  |  | 満辰     | 満辰 | 満辰 | 満辰 | 満辰 | 満辰 |      |      |            |            |            |            |            |            |      |      | 中川忠英 | 中川忠英 | 中川忠英 | 中川忠英 | 中川忠英 | 中川忠英 |      |      |        |        |        |        |        |        |      |      |            |            |            |            |            |            |  |  |      |      |      |      |      |      |  |  |            |            |            |            |            |            |  |  |      |      |      |      |      |      |  |  |            |            |            |            |            |            |
|          |          |          |          |          |          |  |  |          |      |      |      |      |      |      |      |            |            |            |            |            |            |      |      |          |          |          |          |          |          |      |      |        |        |        |        |        |        |      |      |            |            |            |            |            |            |  |  |      |      |      |      |      |      |  |  |            |            |            |            |            |            |  |  |      |      |      |      |      |      |  |  |            |            |            |            |            |            |
|          |          |          |          |          |          |  |  | 信保     | 信保 | 信保 | 信保 | 信保 | 信保 |      |      | 三枝七四郎 | 三枝七四郎 | 三枝七四郎 | 三枝七四郎 | 三枝七四郎 | 三枝七四郎 |      |      | (女)     | (女)     | (女)     | (女)     | (女)     | (女)     |      |      |        |        |        |        |        |        |      |      | 小栗忠高   | 小栗忠高   | 小栗忠高   | 小栗忠高   | 小栗忠高   | 小栗忠高   |  |  |      |      |      |      |      |      |  |  |            |            |            |            |            |            |  |  |      |      |      |      |      |      |  |  |            |            |            |            |            |            |
|          |          |          |          |          |          |  |  | 信保     | 信保 | 信保 | 信保 | 信保 | 信保 |      |      | 三枝七四郎 | 三枝七四郎 | 三枝七四郎 | 三枝七四郎 | 三枝七四郎 | 三枝七四郎 |      |      | (女)     | (女)     | (女)     | (女)     | (女)     | (女)     |      |      |        |        |        |        |        |        |      |      | 小栗忠高   | 小栗忠高   | 小栗忠高   | 小栗忠高   | 小栗忠高   | 小栗忠高   |  |  |      |      |      |      |      |      |  |  |            |            |            |            |            |            |  |  |      |      |      |      |      |      |  |  |            |            |            |            |            |            |
|          |          |          |          |          |          |  |  |          |      |      |      |      |      |      |      |            |            |            |            |            |            |      |      |          |          |          |          |          |          |      |      |        |        |        |        |        |        |      |      |            |            |            |            |            |            |  |  |      |      |      |      |      |      |  |  |            |            |            |            |            |            |  |  |      |      |      |      |      |      |  |  |            |            |            |            |            |            |
|          |          |          |          |          |          |  |  |          |      |      |      |      |      |      |      |            |            |            |            |            |            |      |      |          |          |          |          |          |          |      |      |        |        |        |        |        |        |      |      |            |            |            |            |            |            |  |  |      |      |      |      |      |      |  |  |            |            |            |            |            |            |  |  |      |      |      |      |      |      |  |  |            |            |            |            |            |            |
| 南部利剛 | 南部利剛 | 南部利剛 | 南部利剛 | 南部利剛 | 南部利剛 |  |  | 重信     | 重信 | 重信 | 重信 | 重信 | 重信 |      |      | 綾子       | 綾子       | 綾子       | 綾子       | 綾子       | 綾子       |      |      | 三枝守富 | 三枝守富 | 三枝守富 | 三枝守富 | 三枝守富 | 三枝守富 |      |      | 松浦詮 | 松浦詮 | 松浦詮 | 松浦詮 | 松浦詮 | 松浦詮 |      |      | 小栗忠順   | 小栗忠順   | 小栗忠順   | 小栗忠順   | 小栗忠順   | 小栗忠順   |  |  |      |      |      |      |      |      |  |  |            |            |            |            |            |            |  |  |      |      |      |      |      |      |  |  |            |            |            |            |            |            |
| 南部利剛 | 南部利剛 | 南部利剛 | 南部利剛 | 南部利剛 | 南部利剛 |  |  | 重信     | 重信 | 重信 | 重信 | 重信 | 重信 |      |      | 綾子       | 綾子       | 綾子       | 綾子       | 綾子       | 綾子       |      |      | 三枝守富 | 三枝守富 | 三枝守富 | 三枝守富 | 三枝守富 | 三枝守富 |      |      | 松浦詮 | 松浦詮 | 松浦詮 | 松浦詮 | 松浦詮 | 松浦詮 |      |      | 小栗忠順   | 小栗忠順   | 小栗忠順   | 小栗忠順   | 小栗忠順   | 小栗忠順   |  |  |      |      |      |      |      |      |  |  |            |            |            |            |            |            |  |  |      |      |      |      |      |      |  |  |            |            |            |            |            |            |
|          |          |          |          |          |          |  |  |          |      |      |      |      |      |      |      |            |            |            |            |            |            |      |      |          |          |          |          |          |          |      |      |        |        |        |        |        |        |      |      |            |            |            |            |            |            |  |  |      |      |      |      |      |      |  |  |            |            |            |            |            |            |  |  |      |      |      |      |      |      |  |  |            |            |            |            |            |            |
|          |          |          |          |          |          |  |  |          |      |      |      |      |      |      |      |            |            |            |            |            |            |      |      |          |          |          |          |          |          |      |      |        |        |        |        |        |        |      |      |            |            |            |            |            |            |  |  |      |      |      |      |      |      |  |  |            |            |            |            |            |            |  |  |      |      |      |      |      |      |  |  |            |            |            |            |            |            |
|          |          |          |          |          |          |  |  |          |      |      |      |      |      |      |      |            |            |            |            |            |            |      |      |          |          |          |          |          |          |      |      |        |        |        |        |        |        |      |      |            |            |            |            |            |            |  |  |      |      |      |      |      |      |  |  |            |            |            |            |            |            |  |  |      |      |      |      |      |      |  |  |            |            |            |            |            |            |
|          |          |          |          |          |          |  |  |          |      |      |      |      |      |      |      |            |            |            |            |            |            |      |      |          |          |          |          |          |          |      |      |        |        |        |        |        |        |      |      |            |            |            |            |            |            |  |  |      |      |      |      |      |      |  |  |            |            |            |            |            |            |  |  |      |      |      |      |      |      |  |  |            |            |            |            |            |            |
| 英麿     | 英麿     | 英麿     | 英麿     | 英麿     | 英麿     |  |  | 熊子     | 熊子 | 熊子 | 熊子 | 熊子 | 熊子 |      |      |            |            |            |            |            |            |      |      | 光子     | 光子     | 光子     | 光子     | 光子     | 光子     |      |      | 信常   | 信常   | 信常   | 信常   | 信常   | 信常   |      |      | 久原房之助 | 久原房之助 | 久原房之助 | 久原房之助 | 久原房之助 | 久原房之助 |  |  | ヨシ | ヨシ | ヨシ | ヨシ | ヨシ | ヨシ |  |  | 田尻稲次郎 | 田尻稲次郎 | 田尻稲次郎 | 田尻稲次郎 | 田尻稲次郎 | 田尻稲次郎 |  |  | 知恵 | 知恵 | 知恵 | 知恵 | 知恵 | 知恵 |  |  | 真木平一郎 | 真木平一郎 | 真木平一郎 | 真木平一郎 | 真木平一郎 | 真木平一郎 |
| 英麿     | 英麿     | 英麿     | 英麿     | 英麿     | 英麿     |  |  | 熊子     | 熊子 | 熊子 | 熊子 | 熊子 | 熊子 |      |      |            |            |            |            |            |            |      |      | 光子     | 光子     | 光子     | 光子     | 光子     | 光子     |      |      | 信常   | 信常   | 信常   | 信常   | 信常   | 信常   |      |      | 久原房之助 | 久原房之助 | 久原房之助 | 久原房之助 | 久原房之助 | 久原房之助 |  |  | ヨシ | ヨシ | ヨシ | ヨシ | ヨシ | ヨシ |  |  | 田尻稲次郎 | 田尻稲次郎 | 田尻稲次郎 | 田尻稲次郎 | 田尻稲次郎 | 田尻稲次郎 |  |  | 知恵 | 知恵 | 知恵 | 知恵 | 知恵 | 知恵 |  |  | 真木平一郎 | 真木平一郎 | 真木平一郎 | 真木平一郎 | 真木平一郎 | 真木平一郎 |
|          |          |          |          |          |          |  |  |          |      |      |      |      |      |      |      |            |            |            |            |            |            |      |      |          |          |          |          |          |          |      |      |        |        |        |        |        |        |      |      |            |            |            |            |            |            |  |  |      |      |      |      |      |      |  |  |            |            |            |            |            |            |  |  |      |      |      |      |      |      |  |  |            |            |            |            |            |            |
|          |          |          |          |          |          |  |  |          |      |      |      |      |      |      |      |            |            |            |            |            |            |      |      |          |          |          |          |          |          |      |      |        |        |        |        |        |        |      |      |            |            |            |            |            |            |  |  |      |      |      |      |      |      |  |  |            |            |            |            |            |            |  |  |      |      |      |      |      |      |  |  |            |            |            |            |            |            |
|          |          |          |          |          |          |  |  |          |      |      |      |      |      |      |      |            |            |            |            | 豊子       | 豊子       | 豊子 | 豊子 | 豊子     | 豊子     |          |          | 信幸     | 信幸     | 信幸 | 信幸 | 信幸   | 信幸   |        |        |        |        |      |      | 磐子       | 磐子       | 磐子       | 磐子       | 磐子       | 磐子       |  |  |      |      |      |      |      |      |  |  |            |            |            |            |            |            |  |  |      |      |      |      |      |      |  |  |            |            |            |            |            |            |
|          |          |          |          |          |          |  |  |          |      |      |      |      |      |      |      |            |            |            |            | 豊子       | 豊子       | 豊子 | 豊子 | 豊子     | 豊子     |          |          | 信幸     | 信幸     | 信幸 | 信幸 | 信幸   | 信幸   |        |        |        |        |      |      | 磐子       | 磐子       | 磐子       | 磐子       | 磐子       | 磐子       |  |  |      |      |      |      |      |      |  |  |            |            |            |            |            |            |  |  |      |      |      |      |      |      |  |  |            |            |            |            |            |            |
|          |          |          |          |          |          |  |  |          |      |      |      |      |      |      |      |            |            |            |            |            |            |      |      |          |          |          |          |          |          |      |      |        |        |        |        |        |        |      |      |            |            |            |            |            |            |  |  |      |      |      |      |      |      |  |  |            |            |            |            |            |            |  |  |      |      |      |      |      |      |  |  |            |            |            |            |            |            |
|          |          |          |          |          |          |  |  |          |      |      |      |      |      |      |      |            |            |            |            |            |            |      |      |          |          |          |          |          |          |      |      |        |        |        |        |        |        |      |      |            |            |            |            |            |            |  |  |      |      |      |      |      |      |  |  |            |            |            |            |            |            |  |  |      |      |      |      |      |      |  |  |            |            |            |            |            |            |
|          |          |          |          |          |          |  |  |          |      | 和子 | 和子 | 和子 | 和子 | 和子 | 和子 |            |            | 明子       | 明子       | 明子       | 明子       | 明子 | 明子 |          |          | 治子     | 治子     | 治子     | 治子     | 治子 | 治子 |        |        | 里砂   | 里砂   | 里砂   | 里砂   | 里砂 | 里砂 |            |            |            |            |            |            |  |  |      |      |      |      |      |      |  |  |            |            |            |            |            |            |  |  |      |      |      |      |      |      |  |  |            |            |            |            |            |            |

- 最初の妻・美登との長女・熊子：幼名は犬千代[269]。南部利剛の次男・英麿を婿養子に迎えるが、英麿の破産問題により、明治35年（1902年）9月15日に離婚し、熊子も相続人から外れている[270]。
- 2番目の妻・綾子は旗本・三枝七四郎の次女で、小栗忠順の親戚。
- 綾子の兄の三枝守富（小倉鉄道取締役）の三女・光子(1884年1月20日生）を1884年3月7日に養女としているが、実際には大隈が女中に産ませた子である[270]。この関係が明らかになったのは1989年、大隈の生誕150年を記念し、早稲田大学出版部から発刊された『エピソード大隈重信』の佐藤能丸の記述[271]によるものである[272]。これは真辺将之の『大隈重信―民意と統治の相克』（中央公論新社）[273]において、市川謙吉（大隈の腹心、早稲田大学図書館長の回想[274]を根拠に、生母の名が千代で、重信の三井子付きであったことを含め、再確認されている[272]。
- 養嗣子・信常は伯爵・松浦詮の五男で、英麿の離縁の1月後の1902年10月15日に光子の婿となった[270]。大隈の死後に侯爵。貴族院議員、衆議院議員を務めた。

子孫と誤解される人物
- 衆議院議員で医師の大隈和英は、自身のFacebookにて【「大隈重信公の玄孫」ではありません。】（2014年12月20日付）と否定している[275]（実際には重信以前に分家した大隈家の別の家系）。

## 大隈重信像
大隈重信は政治家と教育者という2つの顔を持っていたため、おもに大礼服姿のものとガウン姿のものに分けられる。

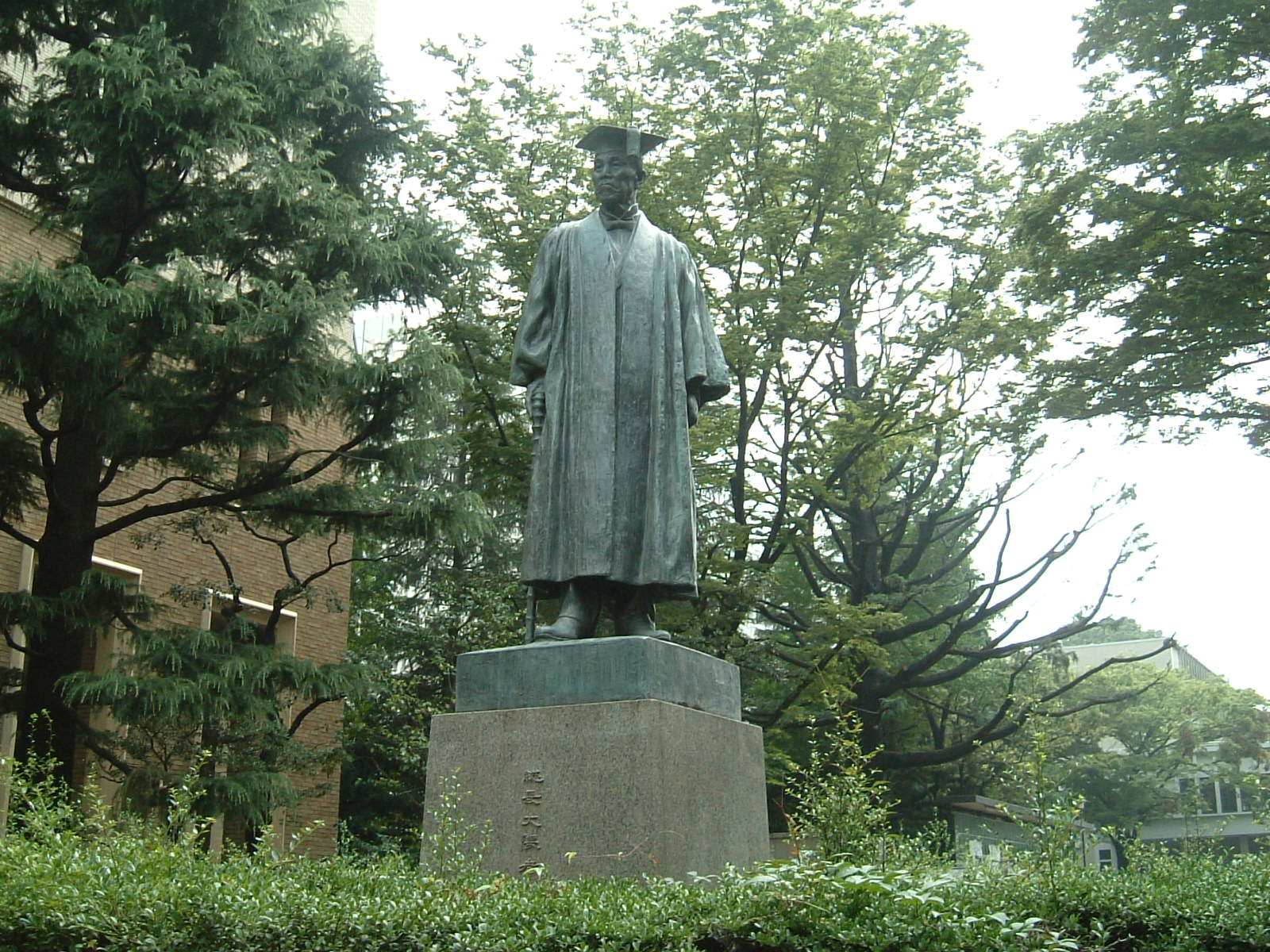
大隈重信像

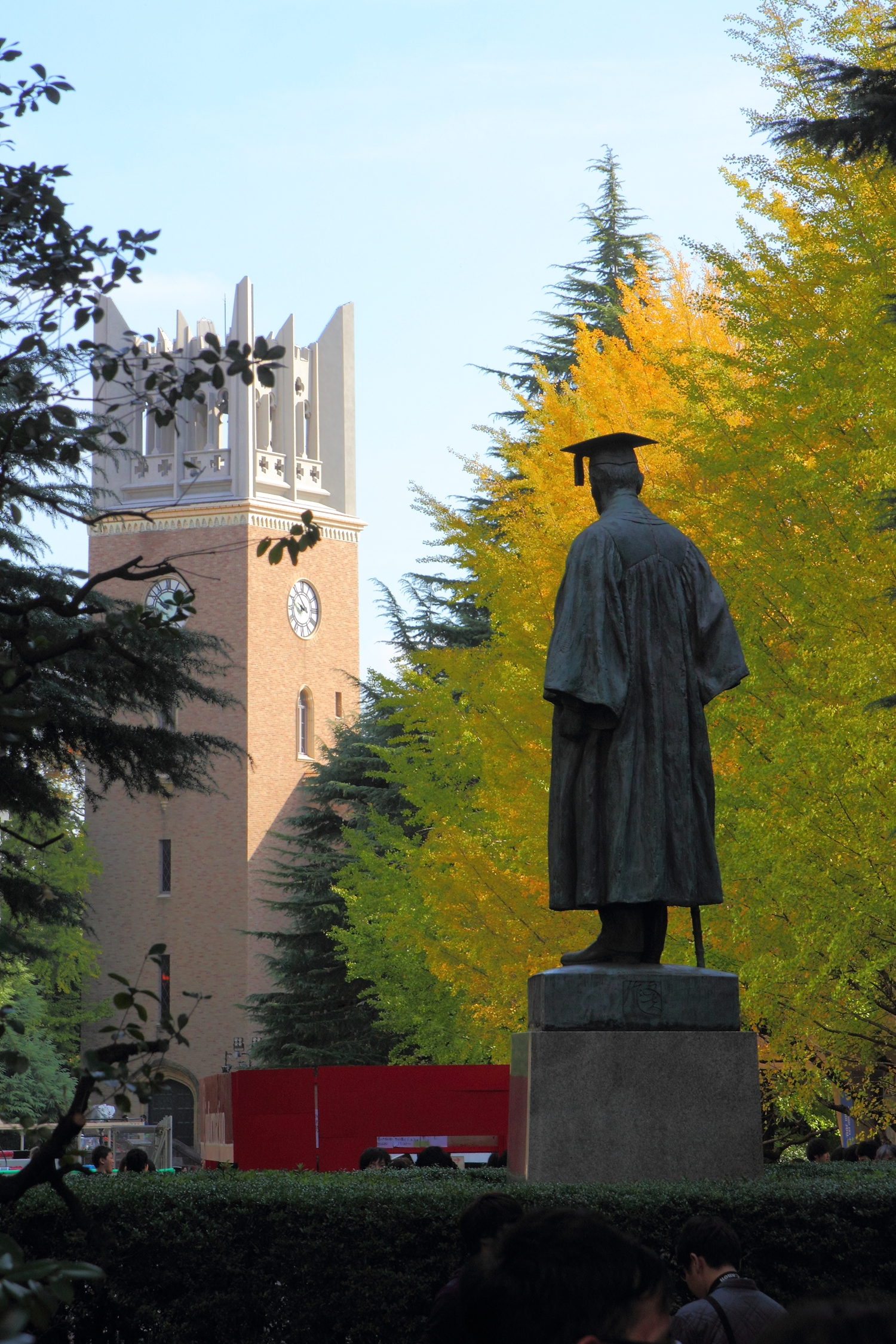
大隈講堂に向かって立つ

早稲田大学
早稲田大学早稲田キャンパスには2体の大隈像があり、有名なガウン姿の立像は昭和7年（1932年）10月17日、早稲田大学創設50周年と大隈重信10回忌を兼ねて作られた。右足を失ったあとの姿のものであるため、杖をついているのが特徴である。製作者である彫刻家の朝倉文夫は大隈像を3回制作しているが、この立像は2回目のもの。高さは289センチあり、大隈講堂の方向を向く形で設置されている。受験期には受験生により賽銭が供えられることも少なくない。
また、あまり知られていない大礼服姿の大隈像は大隈講堂内にあり、制作者は小倉惣次郎である。もともとは現在ガウン姿の大隈像がある位置にあったが、大隈講堂内に移設された。1907年に大学創立25周年と大隈の数え年70歳を記念して建てられた。1916年に綾子夫人像の建設が計画されると、「恩賜館組」と呼ばれる少壮教授グループの反対運動が起こり、夫人像の建設はいったん中止されたが、10年後に大隈会館に設置され、現在は大隈庭園にある。
これら以外にも、ほかのキャンパスに大隈の胸像が設置されている。
国会議事堂
国会議事堂にある大隈像は、中央広間1階に日本初の政党内閣を樹立した功績を称え、板垣退助、伊藤博文とともに飾られている。昭和13年（1938年）2月に明治憲法発布50周年を記念して作られた。朝倉文夫作。
大隈記念館
佐賀県佐賀市にある大隈記念館内にある大隈像は昭和63年（1988年）4月に大隈重信の生家跡地に建てられた。この像は小倉惣次郎の像の複製である。
大隈重信旧宅
佐賀県佐賀市にある大隈重信の旧宅は、武家屋敷の面影を残した貴重なもので、国の史跡に指定されている。庭園には、葬儀委員長を務めた波多野敬直の筆による「大隈重信公誕生地」の記念碑が建っている。

## 著作

### 単著
- 『古銭及古金銀価格表』1874年8月。
- 『国議院設立意見』伊藤博文、1881年。NDLJP:1170238。 - 伊藤博文写の複製。
- 『大隈伯昔日譚』円城寺清執筆、立憲改進党々報局、1895年6月15日。NDLJP:781144。
  - 『大隈伯昔日譚』円城寺清執筆、新潮社、1914年1月25日。NDLJP:930941。
  - 『大隈侯昔日譚』円城寺清執筆、新潮社、1922年1月17日。NDLJP:1908934。
  - 『大隈伯昔日譚』円城寺清執筆、京口元吉校訂、冨山房〈冨山房百科文庫 51〉、1938年11月10日。NDLJP:1222744。
  - 『大隈伯昔日譚』円城寺清執筆（復刻版）、明治文献、1972年3月30日。
  - 『大隈伯昔日譚』円城寺清執筆（復刻版）、東京大学出版会〈続日本史籍協会叢書 第4期第7〉、1980年9月。
  - 『大隈伯昔日譚』円城寺清執筆（復刻版）、東京大学出版会〈続日本史籍協会叢書 第4期第8〉、1981年4月。
- 内貴甚三郎 編『菅公談』北野会、1900年10月5日。NDLJP:781575。
  - 高田俊雄 編『菅公談』東京専門学校出版部〈早稲田小篇〉、1900年10月30日。NDLJP:781576。
- 円谷胖治 編『政務調査に関する大隈総理の演説』憲政本党本部、1901年4月18日。NDLJP:783389。
- 『東亜之平和』三光堂、1904年。
- 武井宗十郎 編『大隈伯時局談』博文館、1905年2月9日。NDLJP:1881412。
- 早稲田大学編輯部 編『大隈伯演説集』早稲田大学出版部、1907年10月15日。NDLJP:782937 NDLJP:898212。
- 江森泰吉 編『大隈伯座談集』槐蔭書屋、1908年4月19日。NDLJP:781143。
- 江森泰吉 編『大隈伯百話』実業之日本社、1909年6月7日。NDLJP:781145。
  - 江森泰吉 編『大隈伯百話』（改訂再版）実業之日本社、1911年3月。
- 岩崎徂堂 編『大隈伯演説座談』大学館、1909年8月8日。NDLJP:782936。
- 『日本産業論』工業之日本社、1909年11月12日。NDLJP:801572。
- 『国民読本』丁未出版社・宝文館、1910年3月1日。NDLJP:783078。
  - 大隈家編輯局 編『国民読本参考』丁未出版社・宝文館、1910年10月1日。NDLJP:868143。
  - 『国民読本』（改訂）丁未出版社・宝文館、1913年5月20日。NDLJP:1183676。
  - 大隈家編輯局 編『国民読本参考』丁未出版社・宝文館、1913年6月16日。NDLJP:912556。
  - 『国民読本改訂の要領』1913年5月。
- 立石駒吉 編『大隈伯社会観』文成社、1910年10月20日。NDLJP:994558。
  - 立石駒吉 編『吾輩の社会観』（改版）大鐙閣、1922年3月1日。NDLJP:1880669。
- 加藤教栄 編『国民訓』文泉堂書房・服部書店、1911年3月。
- 菊池暁汀 編『青年訓話』丸山舎書籍部、1911年4月12日。NDLJP:3456401。
  - 『青年訓話』（補再版）丸山舎書籍部、1914年5月31日。NDLJP:951391。
- 益富政助 編『公娼廃止論』廓清会本部〈廓清叢書 第1巻〉、1911年11月。
- 『経世論』冨山房、1912年11月8日。NDLJP:1884915。
  - 『経世論』 正編、冨山房、1912年10月。
  - 『経世論』 続編、冨山房、1913年10月23日。NDLJP:949416。
- 『憲法の話』国民教育講習会〈国民教育トラクト〉、1913年3月13日。
- 『開国大勢史』早稲田大学出版部・実業之日本社、1913年4月28日。NDLJP:950601 NDLJP:3440192。
- 『明治大帝の御遺業』国民教育講習会〈国民教育トラクト〉、1913年7月11日。NDLJP:905851。
- 峯間信吉 編『立憲国民訓』中興館書店、1914年3月10日。NDLJP:950038。
  - 峯間信吉 編『立憲国民訓』（訂正版）中興館書店、1915年2月。
- 『国民小読本』丁未出版社・宝文館、1914年3月15日。NDLJP:1185199。
- 大隈家編輯局 編『国民小読本字解』丁未出版社・宝文館、1914年3月。
- 『国民と政治』国民教育講習会〈国民教育トラクト〉、1914年5月7日。
- 堀尾太郎 編『国民教育の大本』明誠館、1914年6月22日。NDLJP:980197。
- 宮崎八百吉 編『大隈伯の政界革新談』宮崎八百吉、1914年6月30日。NDLJP:3454610。
- 『最近外交論』公民同盟出版部〈公民同盟叢書 第1〉、1915年1月。
- 『帝国々防論』公民同盟出版部〈公民同盟叢書 第2〉、1915年1月25日。
- 『帝国財政論』公民同盟出版部〈公民同盟叢書 第3〉、1915年2月20日。
- 早稲田大学編輯部 編『大隈伯演説集 高遠の理想』早稲田大学出版部、1915年5月8日。
  - 早稲田大学編輯部 編『大隈伯演説集 高遠の理想』（再販）早稲田大学出版部、1915年5月20日。NDLJP:955066。
- 『国民二十訓』丁未出版社、1915年6月7日。NDLJP:1886570。
- 樋口勘次郎 編『抱負と経綸』二松堂書店、1915年6月。
- 堤康次郎 編『日支民族性論』 前編、公民同盟出版部〈公民同盟叢書 第6〉、1915年7月15日。NDLJP:933424。
- 堤康次郎 編『日支民族性論』 後編、公民同盟出版部〈公民同盟叢書 第7〉、1915年7月15日。NDLJP:933425。
  - 倉山満 編『大隈重信、中国人を大いに論ず 現代語訳『日支民族性論』』祥伝社、2016年9月2日。ISBN 9784396615741。祥伝社黄金文庫、2021年8月
- 『国民教育論』通俗大学会〈通俗大学文庫 第2編〉、1915年11月10日。NDLJP:933451。
- 百歳会 編『人寿百歳以上』真人社、1915年12月9日。
- 『国体の精髄』公民同盟出版部〈公民同盟叢書 第10巻〉、1915年12月22日。NDLJP:925183。
- 『中心勢力移動論』公民同盟出版部〈公民同盟叢書 第15巻〉、1916年4月1日。NDLJP:933431。
- 大隈侯爵講演集記念刊行会 編『大隈侯爵講演集 帰郷記念』大隈侯爵講演集記念刊行会、1918年3月3日。NDLJP:957495。
- 『大隈侯爵 縦談横語』日本書院、1918年9月22日。NDLJP:1886637。
- 偉人言行研究会 編『現代青年に告ぐ』大盛堂書店・城北書房、1919年4月25日。NDLJP:961614。
  - 偉人言行研究会編纂 編『現代青年に告ぐ』（第3版）内外出版協会、1919年3月25日。NDLJP:1886699。
- 野中正 編『青年の為に』東亜堂〈袖珍名家文庫 第4編〉、1919年6月21日。NDLJP:933317。
- 相馬由也 編『大隈侯論文集 世界大戦以来』大観社、1919年6月28日。NDLJP:955655。
- 『人種問題』早稲田大学出版部〈世界改造叢書 第5編〉、1919年11月18日。NDLJP:962255。
- 『侯爵大隈重信閣下の講演』三田土ゴム製造、1919年。
- 『働け働け飽迄働け』日本書院、1920年7月5日。NDLJP:961796。
- 『大勢を達観せよ』帝国講学会、1922年3月11日。NDLJP:1880883。
  - 『大勢を達観せよ』芳文堂、1922年3月11日。NDLJP:952560。
- 池田林儀 編『隈侯閑話』報知新聞社出版部、1922年3月13日。NDLJP:986584。
- 松枝保二 編『大隈侯昔日譚』報知新聞社出版部、1922年3月30日。NDLJP:964408。
- 相馬由也 編『大隈侯論集』実業之日本社、1922年4月20日。NDLJP:1880958。
- 『早稲田清話 ―大隈老侯座談集―』相馬由也筆録、冬夏社、1922年7月15日。NDLJP:964461。
- 『東西文明之調和』早稲田大学出版部・実業之日本社・大日本文明協会、1922年12月25日。NDLJP:962817。
  - 『東西文明の調和』大日本文明協会、1923年1月15日。NDLJP:1088402。
  - 『東西文明之調和』早稲田大学出版部、1936年12月25日。NDLJP:1914426。
  - 『東西文明之調和』（復刻版）早稲田大学出版部、1990年10月21日。ISBN 9784657900395。
  -  東西方文明之調和. 卞立強訳 (中国国际广播出版社 ed.). (1992-07). ISBN 9787507805130
- 青年修養研究会 編『伸んとする若き国民へ』太陽社、1929年2月。
- 『第二の国民へ』藤谷崇文館、1930年2月。
- 『大隈重信東京遷都談』東半球協会〈東半球資料 第21号〉、1941年12月25日。NDLJP:1274751。
- 高野善一 編『大隈重信のことば』稲言社〈稲言文庫〉、1964年3月3日。NDLJP:2976303。 - 付：文献181-185頁。
- 早稲田大学大学史編集所 編『大隈重信とその時代 議会・文明を中心として』早稲田大学出版部、1989年10月。ISBN 9784657890290。
- 早稲田大学 編『大隈重信演説談話集』岩波書店〈岩波文庫 青N118-1〉、2016年3月16日。ISBN 9784003811818。
- 早稲田大学 編『大隈重信自叙伝』岩波書店〈岩波文庫 青N118-2〉、2018年3月16日。ISBN 9784003811825。

### 共著
- 大隈重信、加藤高明 著、守屋此助 編『休戦条約に対する大隈侯爵・加藤子爵演説』守屋此助、1918年12月31日。
- 三宅雪嶺、大隈重信、渋沢栄一 著、樋口紅陽 編『三大家の新修養』矢野博信書房、1921年3月18日。NDLJP:964874。

### 編著
- 伯爵大隈重信撰 編『開国五十年史』 上巻、開国五十年史発行所、1907年12月25日。NDLJP:991350。
- 伯爵大隈重信撰 編『開国五十年史』 下巻、開国五十年史発行所、1908年2月29日。NDLJP:991351。
- 伯爵大隈重信撰 編『開国五十年史』 附録、開国五十年史発行所、1908年10月18日。NDLJP:991352。
  - 伯爵大隈重信撰 編『開国五十年史』 上巻、原書房〈明治百年史叢書150〉、1970年11月1日。ISBN 9784562002412。
  - 伯爵大隈重信撰 編『開国五十年史』 下巻、原書房〈明治百年史叢書151〉、1970年11月1日。ISBN 9784562002429。

### 序文
- 島田三郎、鳥谷部銑太郎『東洋治安策』毎日新聞社、1895年1月28日。NDLJP:785611。
- 田中芳男、平山成信 編『澳国博覧会参同記要』森山春雍、1897年8月7日。NDLJP:801730。
- 河原林檉一郎『コントラバンド論』田中唯一郎、1899年5月20日。NDLJP:798241。
- 村松忠雄『早稲田学風』東京専門学校出版部、1899年4月15日。NDLJP:813438。
- ア・ドビヅール 著、酒井雄三郎 訳『今世欧洲外交史』 巻之上、東京専門学校出版部〈早稲田叢書〉、1900年12月25日。NDLJP:785566。
- 丹羽雄九郎『帝国政策新論』丹羽雄九郎、1903年3月29日。NDLJP:783519。
- 桜井忠温『肉弾』英文新誌社、1906年4月25日。NDLJP:904708。
  - Tadayoshi Sakurai (1907). edited by Alice Mabel Bacon introduction to the Bison books edition by Roger Spiller.. ed. Human Bullets A Soldier's Story of Port Arthur. with an introduction by Count Okuma ； translated by Masujiro Honda. University of Nebraska Press. ISBN 9780803292666
- 江森泰吉 編『足利之機業』足利織物同業組合、1907年5月20日。NDLJP:802661。
- 図師庄一郎『家』経営社、1907年2月11日。NDLJP:798398。
- 三宅磐『都市の研究』実業之日本社、1908年10月7日。NDLJP:784722。
- 蘆川忠雄『交際術修養』実業之日本社、1909年2月8日。NDLJP:2385834 NDLJP:2387881。
- 国是発展会『国民宝訓』国是発展会、1910年3月18日。NDLJP:755482。
- アダム・スミス 著、三上正毅 訳『富国論』日進堂、1910年7月15日。NDLJP:799534。
- 三上正毅『外遊十二年』至誠堂、1911年5月25日。NDLJP:761034。
- 森恒太郎『農業道徳』丁未出版社、1911年11月5日。NDLJP:758134。
- プリンス・マロー 著、小松武治 訳『健康と性欲』日本基督教青年会同盟、1911年12月25日。NDLJP:836843 NDLJP:835788。
  - プリンス・マロー 著、小松武治 訳『健康と性欲』廓清会本部、1920年1月15日。NDLJP:935649。
- 橋本徹馬『青年政党論』世界之日本社、1912年7月23日。NDLJP:784209。
- 桜井忠温『銃後』丁未出版社、1913年3月5日。NDLJP:933910。
- 中島吉郎、水町義夫『鍋島閑叟公』久米邦武校閲、伊東祐穀、1913年6月18日。NDLJP:949370。
- 千葉長作『国民剣道教範』富田文陽堂、1916年11月15日。NDLJP:955262。
- 後藤喜間太『勃興雄飛 工業帝国』石英堂書房、1917年9月5日。NDLJP:955354。
- 石沢久五郎『本邦銀行発達史』同文館、1920年10月17日。NDLJP:960644。

### 監修・校閲
- 高橋秀臣、五十嵐栄吉『国勢調査 日本帝国之富力』大隈重信校閲、帝国修史会、1906年12月30日。NDLJP:799504。
  - Eikichi Igarashi; Hideomi Takahashi (1906). The national wealth of Japan. revised by H. E. Baron Ei-ichi Shibusawa.. The National Wealth of Japan Pub. Office. NDLJP:1675446 - Translated into English by Yoshitarō Takenobu.
- 帝国修史会 編『帝国議会通鑑』 上巻、芳川顕正・大隈重信・土方久元監修、林田亀太郎校閲、帝国修史会、1908年12月30日。NDLJP:784318。
- 帝国修史会 編『帝国議会通鑑』 下巻、芳川顕正・大隈重信・土方久元監修、林田亀太郎校閲、帝国修史会、1908年12月30日。NDLJP:784319。

### 作品集など

#### 大隈文書
- 早稲田大学社会科学研究所 編『大隈文書』 第1巻、早稲田大学社会科学研究所、1958年2月。NDLJP:2987595。
- 早稲田大学社会科学研究所 編『大隈文書』 第2巻、早稲田大学社会科学研究所、1959年3月。NDLJP:3025422。
- 早稲田大学社会科学研究所 編『大隈文書』 第3巻、早稲田大学社会科学研究所、1960年3月。NDLJP:3025423。
- 早稲田大学社会科学研究所 編『大隈文書』 第4巻、早稲田大学社会科学研究所、1961年3月。NDLJP:3025424。
- 早稲田大学社会科学研究所 編『大隈文書』 第5巻、早稲田大学社会科学研究所、1962年3月。NDLJP:3025425。
- 早稲田大学社会科学研究所 編『大隈文書』 総目次、早稲田大学社会科学研究所、1963年3月。NDLJP:2987627。
- 早稲田大学大隈研究室 編『大隈文書目録』早稲田大学社会科学研究所〈早稲田大学図書舘和漢図書分類目録 特刊之一〉、1952年10月。NDLJP:3002370。
- 早稲田大学大隈研究室 編『大隈文書目録補遺』早稲田大学社会科学研究所〈早稲田大学図書舘和漢図書分類目録 特刊之一追冊〉、1975年2月。NDLJP:3002433。
- 『大隈文書補遺』雄松堂書店、1970年。 - マイクロフィルム186リール

#### 大隈重信叢書
- 早稲田大学史編集所 編『大隈重信は語る ―古今東西人物評論―』木村毅監修、早稲田大学出版部〈大隈重信叢書第1巻〉、1969年4月1日。
- 早稲田大学史編集所 編『大隈伯昔日譚』木村毅監修、早稲田大学出版部〈大隈重信叢書第2巻〉、1969年10月30日。
- 早稲田大学史編集所 編『大隈侯昔日譚』木村毅監修、早稲田大学出版部〈大隈重信叢書第3巻〉、1969年8月15日。
- 早稲田大学史編集所 編『薩長劇から国民劇へ ―明治政党興亡史談―』木村毅監修、早稲田大学出版部〈大隈重信叢書第4巻〉、1970年2月20日。
- 早稲田大学史編集所 編『大隈侯座談日記』木村毅監修、早稲田大学出版部〈大隈重信叢書第5巻〉、1970年5月15日。
  - 早稲田大学史編集所 編『大隈重信は語る ―古今東西人物評論―』木村毅監修（2版）、早稲田大学出版部〈大隈重信叢書第1巻〉、1969年4月1日。ISBN 9784657694027。
  - 早稲田大学史編集所 編『大隈伯昔日譚』木村毅監修（2版）、早稲田大学出版部〈大隈重信叢書第2巻〉、1969年10月30日。ISBN 9784657690043。
  - 早稲田大学史編集所 編『大隈侯昔日譚』木村毅監修（2版）、早稲田大学出版部〈大隈重信叢書第3巻〉、1969年8月15日。ISBN 9784657698032。
  - 早稲田大学史編集所 編『薩長劇から国民劇へ ―明治政党興亡史談―』木村毅監修（2版）、早稲田大学出版部〈大隈重信叢書第4巻〉、1970年2月20日。ISBN 9784657702029。
  - 早稲田大学史編集所 編『大隈侯座談日記』木村毅監修（2版）、早稲田大学出版部〈大隈重信叢書第5巻〉、1988年3月11日。ISBN 9784657705037。

### 著作目録など
- 早稲田大学図書館『大隈重信生誕百廿五年記念展観』早稲田大学、1963年11月10日。
- 中村尚美・間宮国夫「大隈重信論文目録」『早稲田大学図書館紀要』第5号、早稲田大学図書館、1963年12月20日、177-195頁。
- 石山昭次郎「大隈重信著作目録」『早稲田大学史記要』第4巻、早稲田大学大学史編集所、1971年3月31日、25-29頁。
- 河野昭昌「大隈重信論著目録（一）」『早稲田大学史記要』第6巻、早稲田大学大学史編集所、1973年3月31日、27-50頁。
- 河野昭昌「大隈重信論著目録（二） ――明治四一年～大正二年――」『早稲田大学史記要』第7巻、早稲田大学大学史編集所、1974年3月31日、37-89頁。
- 河野昭昌「大隈重信論著目録（三） ――大正三年～大正一二年――」『早稲田大学史記要』第8巻、早稲田大学大学史編集所、1975年3月31日、22-52頁。
- 佐藤能丸「大隈重信研究参考文献」『早稲田大学史記要』第27巻、早稲田大学大学史編集所、1995年7月31日、293-311頁。

## 関連作品
映画
- 早稲田大学（1953年、役者：小沢栄）
- 巨人 大隈重信（1963年、役者：宇津井健）
- 日本暗殺秘録（1969年、役者：矢那木邦二郎）
- 商魂一代 天下の暴れん坊（1970年、役者：芥川比呂志）

テレビドラマ
- 大いなる旅路（1972年、日本テレビ、役者：内藤武敏）
- 命もいらず名もいらず 西郷隆盛伝（1977年、TBS、役者：真田五郎）
- 花神（1977年、NHK大河ドラマ、役者：久富惟晴）
- いま暁の鐘が（1978年、毎日放送、役者：浜畑賢吉）
- 雲を翔びこせ（1978年、TBS、役者：石坂浩二）
- 風が燃えた（1978年、TBS、役者：津川雅彦）
- 雄気堂々 (1982年、NHK、役者：三上真一郎)
- 若き血に燃ゆる (1984年、テレビ東京、役者：東野英心)
- 春の波涛（1985年、NHK大河ドラマ、役者：相馬剛三）
- 田原坂（1987年、日本テレビ年末時代劇スペシャル、役者：加茂雅幹）
- 翔ぶが如く（1990年、NHK大河ドラマ、役者：石丸謙二郎）
- 夜会の果て（1997年、NHK、役者：長門裕之）
- 八重の桜（2013年、NHK大河ドラマ、役者：池田成志）
- The Partner 〜愛しき百年の友へ〜（2013年、TBS、役者：柄本明）
- あさが来た（2015年 - 2016年、日本、NHK連続テレビ小説、役者：高橋英樹）
- 西郷どん（2018年、NHK大河ドラマ、役者：尾上寛之）
- いだてん〜東京オリムピック噺〜（2019年、NHK大河ドラマ、役者：平泉成）
- 青天を衝け（2021年、NHK大河ドラマ、役者：大倉孝二）